# Vitrac (Dordogne)
Pour les articles homonymes, voir Vitrac.
Vitrac est une commune française située dans le département de la Dordogne, en région Nouvelle-Aquitaine.

## Géographie

### Généralités

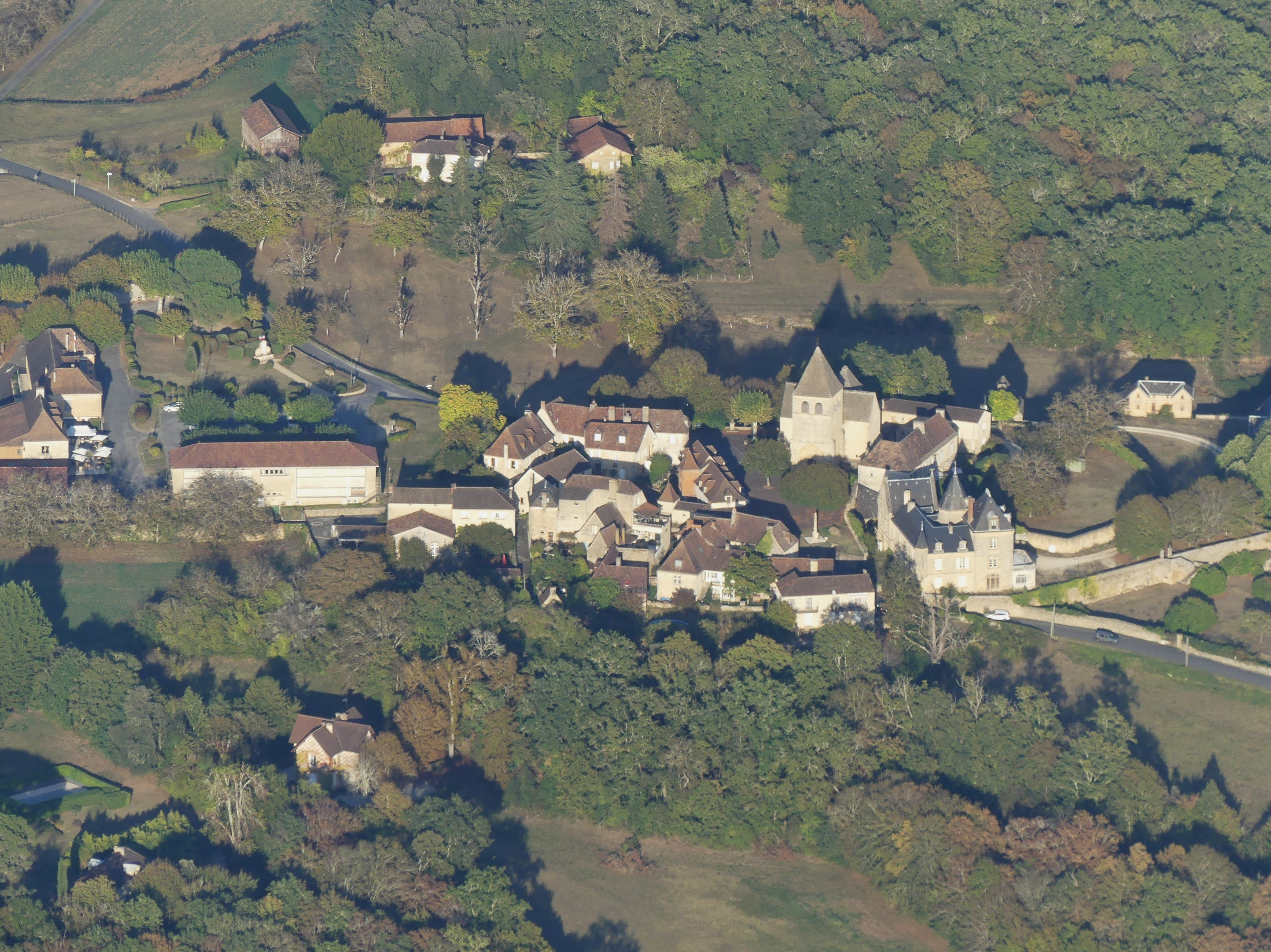
Vue aérienne du petit bourg de Vitrac.

Dans le quart sud-est du département de la Dordogne, en Périgord noir, la commune de Vitrac est bordée au sud par la Dordogne. C'est une commune rurale qui fait partie de l'aire d'attraction de Sarlat-la-Canéda, zonage d’étude défini par l'Insee, qui a remplacé en 2020 l'aire urbaine de Sarlat-la-Canéda dont elle faisait partie.
L'agglomération principale se divise en deux parties, Vitrac Bourg où se situe la mairie, sur les coteaux, et Vitrac Port située en contrebas, le long de la Dordogne, à l'intersection des routes départementales (RD) 46 et 703. La mairie se situe, en distances orthodromiques, sept kilomètres au sud du centre-ville de Sarlat-la-Canéda et quinze kilomètres à l'est-sud-est de celui de Saint-Cyprien.
Entre Domme et Carsac-Aillac, le sentier de grande randonnée GR 64 traverse le territoire communal sur quatre kilomètres, passant au pied du château de Montfort.

### Communes limitrophes
Vitrac est limitrophe de cinq autres communes. Au nord-ouest, son territoire est distant d'environ 700 mètres de celui de Saint-André-d'Allas.
|                 | Sarlat-la-Canéda |               |
| Vézac           | Vitrac           | Carsac-Aillac |
| La Roque-Gageac |                  | Domme         |

### Géologie et relief

#### Géologie
Situé sur la plaque nord du Bassin aquitain et bordé à son extrémité nord-est par une frange du Massif central, le département de la Dordogne présente une grande diversité géologique. Les terrains sont disposés en profondeur en strates régulières, témoins d'une sédimentation sur cette ancienne plate-forme marine. Le département peut ainsi être découpé sur le plan géologique en quatre gradins différenciés selon leur âge géologique. Vitrac est située dans le troisième gradin à partir du nord-est, un plateau formé de calcaires hétérogènes du Crétacé.
Les couches affleurantes sur le territoire communal sont constituées de formations superficielles du Quaternaire datant du Cénozoïque et de roches sédimentaires du Mésozoïque. La formation la plus ancienne, notée c3b-c, date du Coniacien moyen à supérieur, composée de calcaires bioclastiques grossiers et quartzeux jaunes à bryozoaires et  gastéropodes, à niveaux gréseux (formation des Eyzies). La formation la plus récente, notée Fy3-z, fait partie des formations superficielles de type alluvions subactuelles à actuelles. Le descriptif de ces couches est détaillé dans  la feuille « no 808 - Sarlat-la-Canéda » de la carte géologique au 1/50 000 de la France métropolitaine, et sa notice associée.

Carte géologique de Vitrac.

#### Relief et paysages

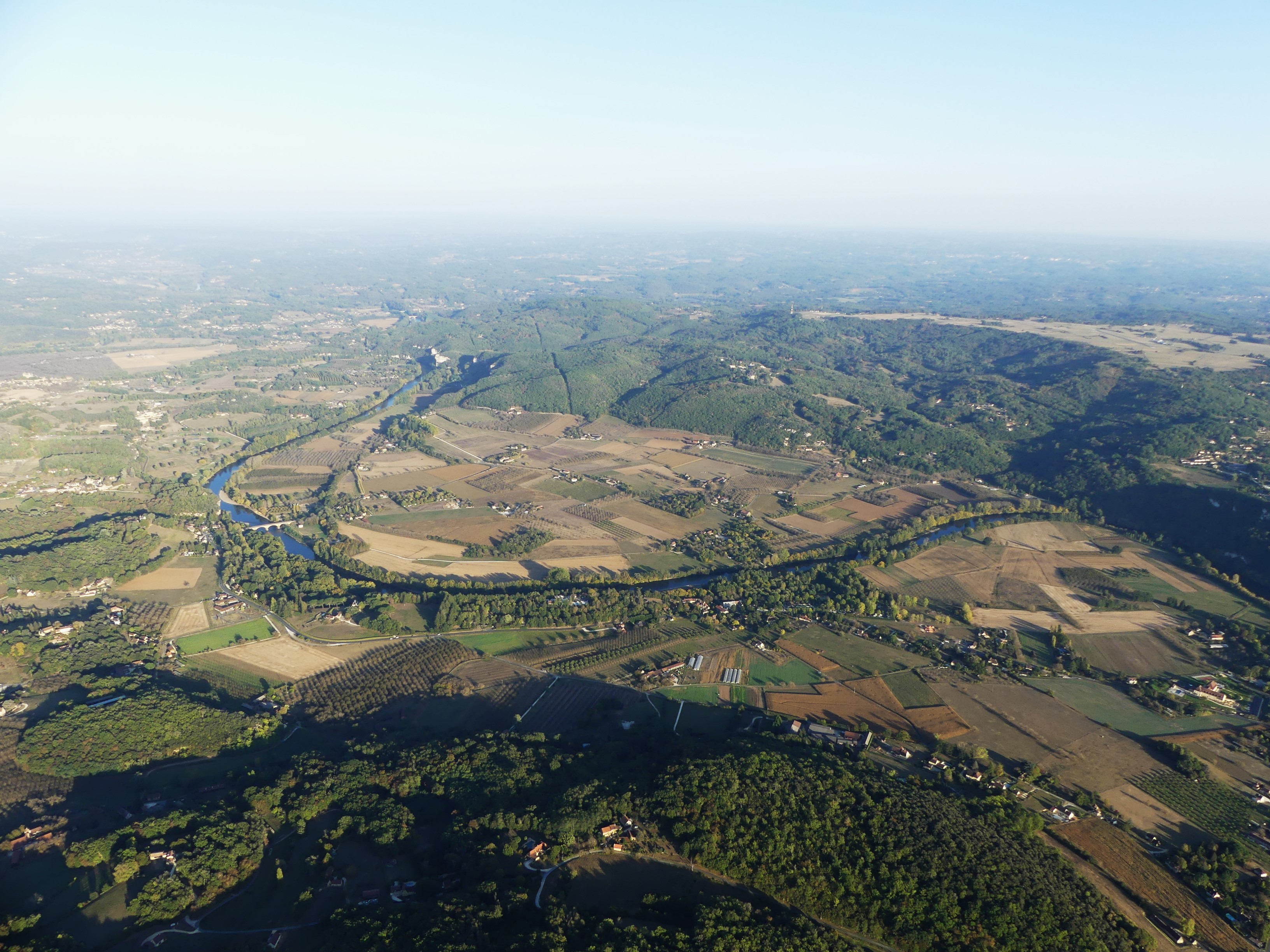
Au premier plan, coteaux calcaires de Vitrac et la plaine en bordure de Dordogne (Vitrac à gauche et La Roque-Gageac à droite) ; au second plan, commune de Domme.

Le département de la Dordogne se présente comme un vaste plateau incliné du nord-est (491 m, à la forêt de Vieillecour dans le Nontronnais, à Saint-Pierre-de-Frugie) au sud-ouest (2 m à Lamothe-Montravel). L'altitude du territoire communal varie quant à elle entre 60 mètres au sud du lieu-dit Page, là où la Dordogne quitte le territoire communal et sert de limite entre Domme et La Roque-Gageac,  et 243 mètresdans le nord-ouest, à l'ouest du lieu-dit Salcet, au niveau d'un château d'eau,,.
Dans le cadre de la Convention européenne du paysage entrée en vigueur en France le 1er juillet 2006, renforcée par la loi du 8 août 2016 pour la reconquête de la biodiversité, de la nature et des paysages, un atlas des paysages de la Dordogne a été élaboré sous maîtrise d’ouvrage de l’État et publié en octobre 2020. Les paysages du département s'organisent en huit unités paysagères,. La commune fait partie du Périgord noir, un paysage vallonné et forestier, qui ne s’ouvre que ponctuellement autour de vallées-couloirs et d’une multitude de clairières de toutes tailles. Il s'étend du nord de la Vézère au sud de la Dordogne (en amont de Lalinde) et est riche d’un patrimoine exceptionnel.
La superficie cadastrale de la commune publiée par l'Insee, qui sert de référence dans toutes les statistiques, est de 14,38 km2,,. La superficie géographique, issue de la BD Topo, composante du Référentiel à grande échelle produit par l'IGN, est quant à elle de 14,42 km2.

### Hydrographie

#### Réseau hydrographique
La commune est située dans le bassin de la Dordogne au sein du Bassin Adour-Garonne. Elle est drainée par la Dordogne et la Cuze, qui constituent un réseau hydrographique de 12 km de longueur totale,.
La Dordogne, d'une longueur totale de 483,1 km, prend naissance sur les flancs du puy de Sancy (1 885 m), dans la chaîne des monts Dore, traverse six départements dont la Dordogne dans sa partie sud, et conflue avec la Garonne à Bayon-sur-Gironde, pour former l'estuaire de la Gironde,. Elle borde la commune au sud-est et au sud sur près de six kilomètres, face à Domme.
Son affluent de rive droite la Cuze traverse le territoire communal du nord-ouest au sud sur quatre kilomètres.

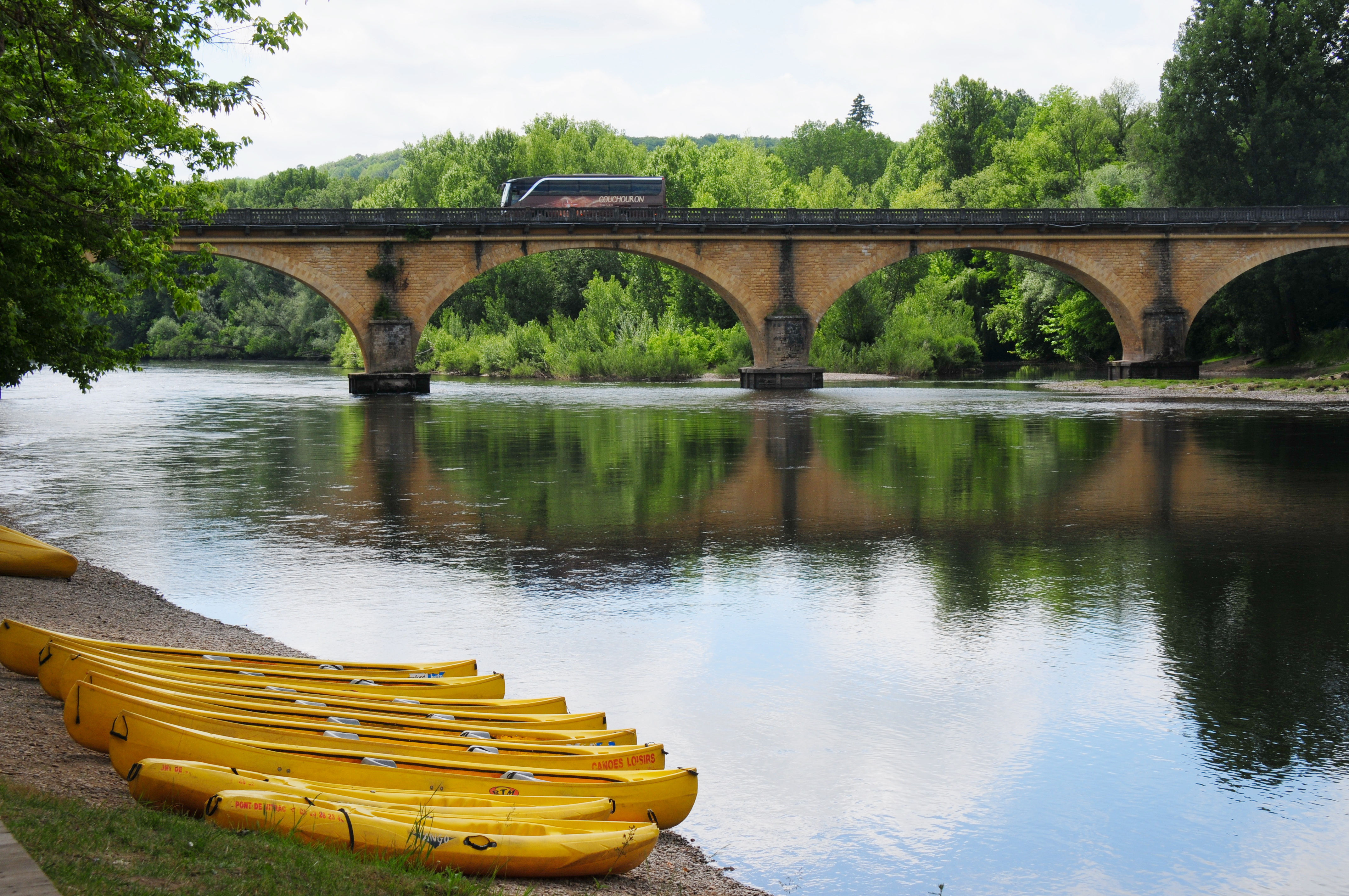
Au pont de Vitrac, la Dordogne sert de limite entre Domme, au premier plan, et Vitrac.
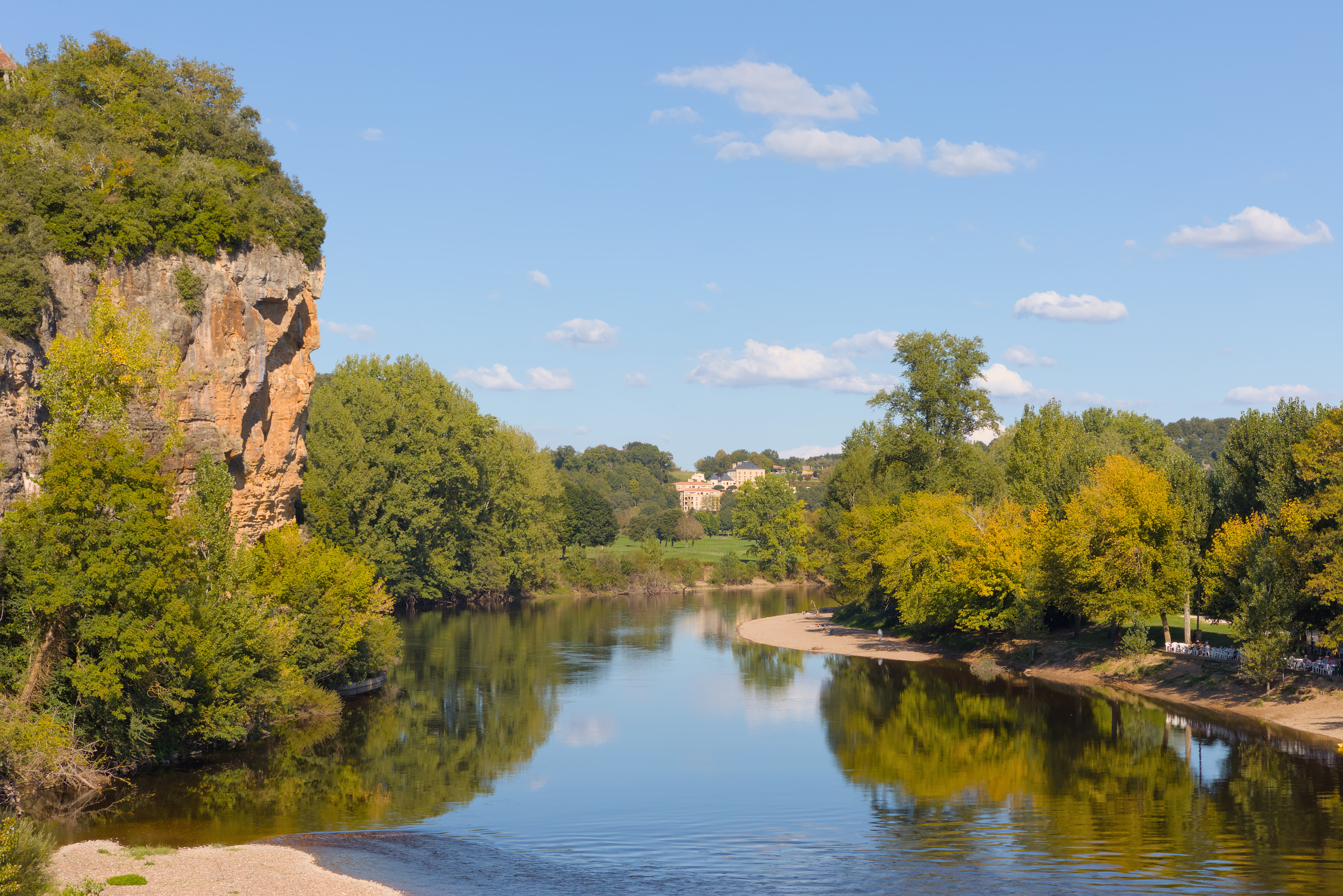
La Dordogne vue depuis le pont de Vitrac.
Réseaux hydrographique et routier de Vitrac.

#### Gestion et qualité des eaux
Le territoire communal est couvert par le schéma d'aménagement et de gestion des eaux (SAGE) « Dordogne amont ». Ce document de planification, dont le territoire s'étend des sources de la Dordogne jusqu'à la confluence de la Vézère à Limeuil, d'une superficie de 9 700 km2 est en cours d'élaboration. La structure porteuse de l'élaboration et de la mise en œuvre est l'établissement public territorial de bassin de la Dordogne (EPIDOR). Il définit sur son territoire les objectifs généraux d’utilisation, de mise en valeur et de protection quantitative et qualitative des ressources en eau superficielle et souterraine, en respect des objectifs de qualité définis dans le troisième SDAGE  du Bassin Adour-Garonne qui couvre la période 2022-2027, approuvé le 10 mars 2022.
La qualité des eaux de baignade et des cours d’eau peut être consultée sur un site dédié géré par les agences de l’eau et l’Agence française pour la biodiversité.

### Climat
Pour des articles plus généraux, voir Climat de la Nouvelle-Aquitaine et Climat de la Dordogne.
Historiquement, la commune est exposée à un climat océanique aquitain.  
En 2020, Météo-France publie une typologie des climats de la France métropolitaine dans laquelle la commune est exposée à un climat océanique altéré et est dans une zone de transition entre les régions climatiques « Aquitaine, Gascogne » et « Ouest et nord-ouest du Massif Central ». La première est caractérisée par une pluviométrie abondante au printemps, modérée en automne, un faible ensoleillement au printemps, un été chaud (19,5 °C), des vents faibles, des brouillards fréquents en automne et en hiver et des orages fréquents en été (15 à 20 jours).  La seconde présente une pluviométrie annuelle de 900 à 1 500 mm, maximale en automne et en hiver.
Pour la période 1971-2000, la température annuelle moyenne est de 13 °C, avec  une amplitude thermique annuelle de 15,1 °C. Le cumul annuel moyen de précipitations est de 959 mm, avec 11,4 jours de précipitations en janvier et 7 jours en juillet. Pour la période 1991-2020, la température moyenne annuelle observée sur la station météorologique la plus proche, située sur la commune de Salignac-Eyvigues à 18 km à vol d'oiseau, est de 13,0 °C et le cumul annuel moyen de précipitations est de 907,1 mm,. Pour l'avenir, les paramètres climatiques de la commune estimés pour 2050 selon différents scénarios d’émission de gaz à effet de serre sont consultables sur un site dédié publié par Météo-France en novembre 2022.

### Milieux naturels et biodiversité

#### Espaces protégés
La protection réglementaire est le mode d'intervention le plus fort pour préserver des espaces naturels remarquables et leur biodiversité associée,.
La commune fait partie du bassin de la Dordogne, un territoire d'une superficie de 24 000 km2 reconnu réserve de biosphère par l'UNESCO en juillet 2012 et se situe dans à la fois dans sa « zone tampon » et sa « zone de transition ».
Depuis 1991, l'ensemble des communes du département de la Dordogne baignées par la Dordogne sont concernées par un arrêté de protection du biotope afin de sauvegarder cinq espèces fluviales migratrices (Alose feinte (Alosa fallax), Grande alose (Alosa alosa), Lamproie fluviatile (Lampetra fluviatilis), Lamproie marine (Petromyzon marinus) et Saumon atlantique (Salmo salar).
Répartie entre Vitrac (en majeure partie) et La Roque-Gageac, l'île de Fontchopine fait également l'objet d'un arrêté de protection du biotope depuis 1986, pour y assurer le repos et la survie de certains mammifères et oiseaux figurant sur la liste des espèces protégées.

#### Natura 2000
La Dordogne est un site du réseau Natura 2000 limité aux départements de la Dordogne et de la Gironde, et qui concerne les 103 communes riveraines de la Dordogne, dont Vitrac,. Seize espèces animales et une espèce végétale inscrites à l'annexe II de la directive 92/43/CEE de l'Union européenne y ont été répertoriées.
La zone Coteaux calcaires de la vallée de la Dordogne, qui s'étend au total sur 3 686 hectares et est partagée avec vingt-quatre autres communes, fait également partie du réseau Natura 2000,. Deux espèces de chauves-souris inscrites à l'annexe II de la directive 92/43/CEE de l'Union européenne y ont été répertoriées : le Grand rhinolophe (Rhinolophus ferrumequinum) et le Petit rhinolophe (Rhinolophus hipposideros). Sur la commune, elle s'étend sur environ quatre kilomètres carrés et demi, en cinq sites séparés, et correspond aux coteaux situés au nord de la route départementale (RD) 703 et à l'est de la RD 46, en rive gauche de la Cuze.

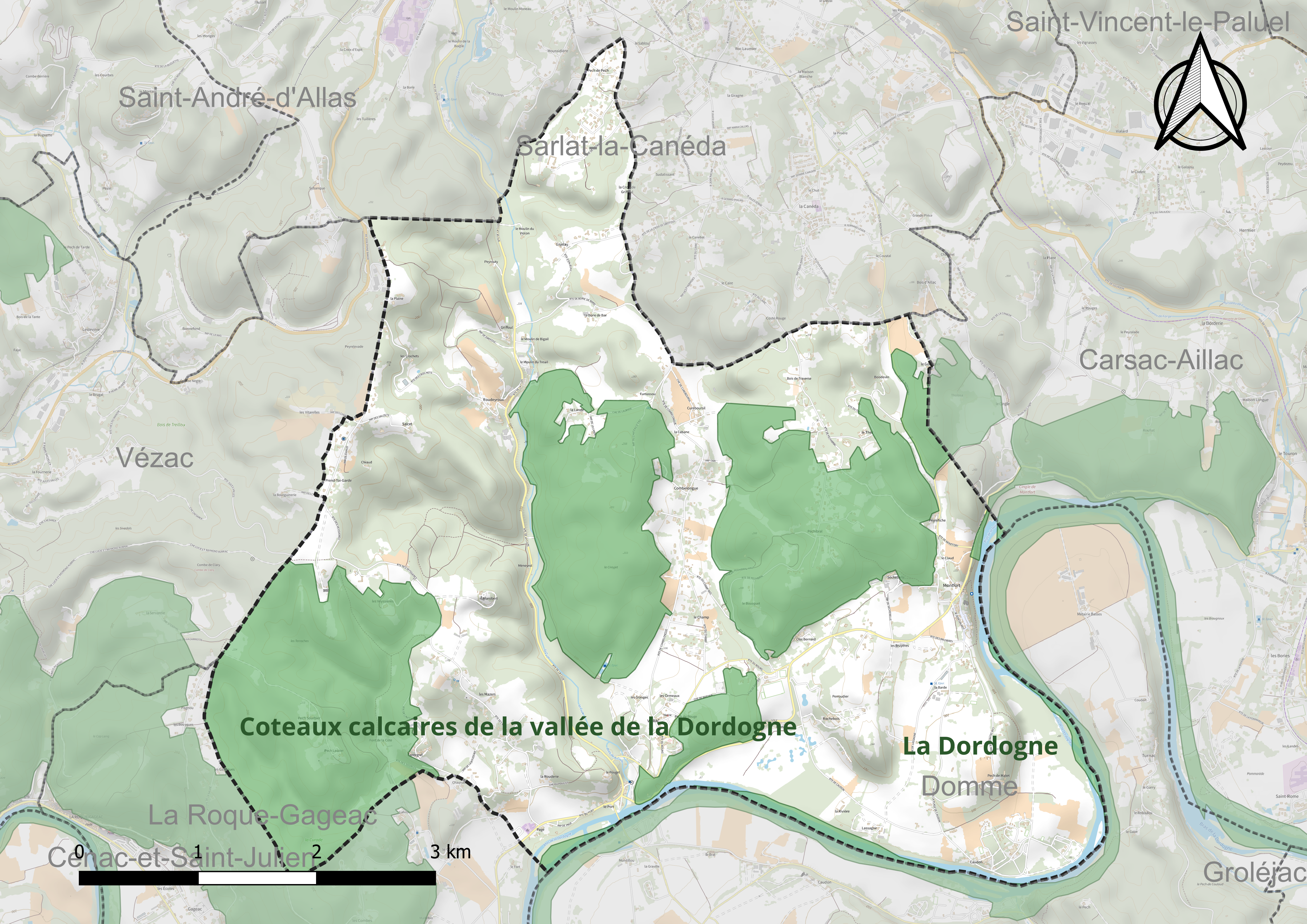
Carte des sites Natura 2000 à Vitrac.

#### ZNIEFF
Quatre zones naturelles d'intérêt écologique, faunistique et floristique (ZNIEFF) concernent la commune.
Vitrac fait partie des 104 communes concernées par la ZNIEFF de type 2 « La Dordogne »,, dans laquelle ont été répertoriées huit espèces animales déterminantes et cinquante-sept espèces végétales déterminantes, ainsi que quarante-trois autres espèces animales et trente-neuf autres espèces végétales.
Le site « Coteaux à chênes verts du Sarladais : I-Rive droite de la Dordogne » est une autre ZNIEFF de type 2 de 3 535,59 hectares qui s'étend sur treize communes, dont Vitrac,, dans laquelle ont été répertoriées six espèces déterminantes d'oiseaux. Sur la commune, elle s'étend sur environ 6 km2 et correspond partiellement au périmètre du site Natura 2000 « Coteaux calcaires de la vallée de la Dordogne ».
S'étendant sur 45 hectares, le « cingle de Montfort » (le méandre de Montfort) est une ZNIEFF de type 1 partagée avec la commune de Carsac-Aillac ; les falaises calcaires abruptes qui le bordent représentent un habitat propice à la reproduction du Faucon pèlerin (Falco peregrinus),. Elle concerne principalement Carsac-Aillac (environ 80 % de la superficie de la ZNIEFF), se limitant sur Vitrac à un mince ruban depuis le Pech de Malet au sud jusqu'à la limite avec Carsac-Aillac au nord.
Autre ZNIEFF de type 1 partagée avec Carsac-Aillac, la « couasne de Carsac » (le bras-mort de Carsac) s'étend sur 12,15 hectares dont 85 % sur Carsac-Aillac, la pointe ouest se trouvant sur Vitrac, ; deux espèces déterminantes de libellules y ont été recensées.

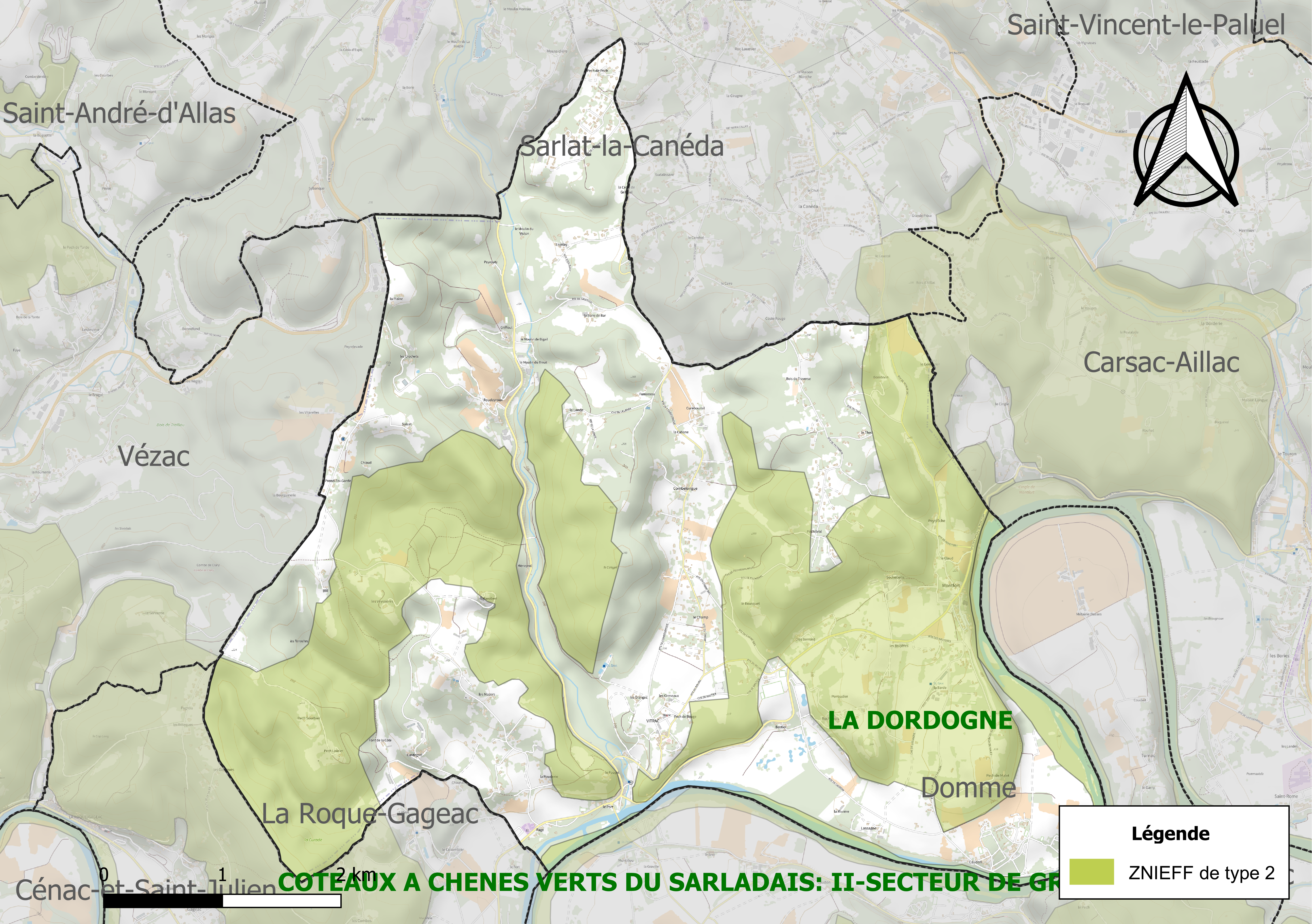
Carte des ZNIEFF de type 2 à Vitrac.
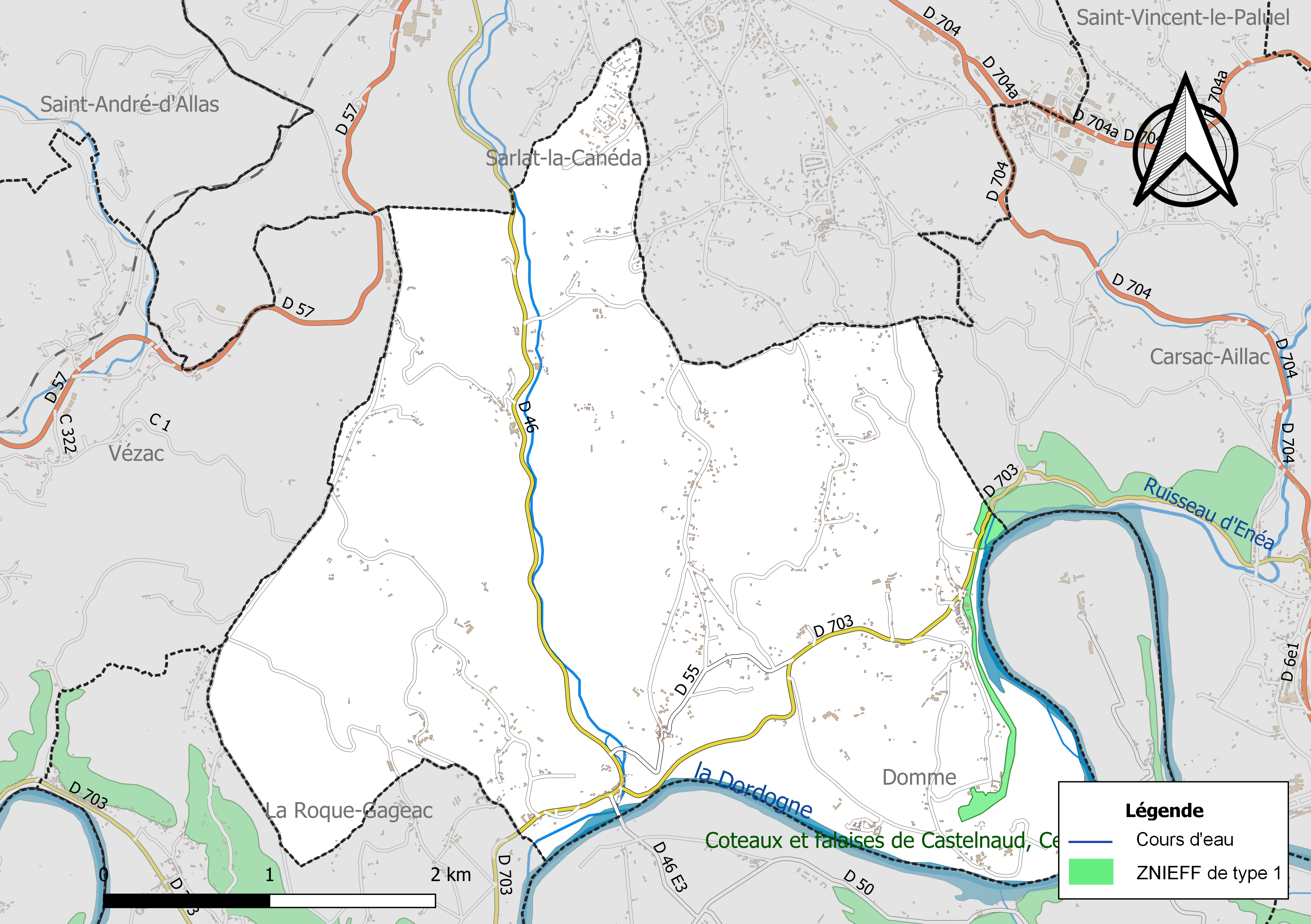
Carte des ZNIEFF de type 1 à Vitrac.
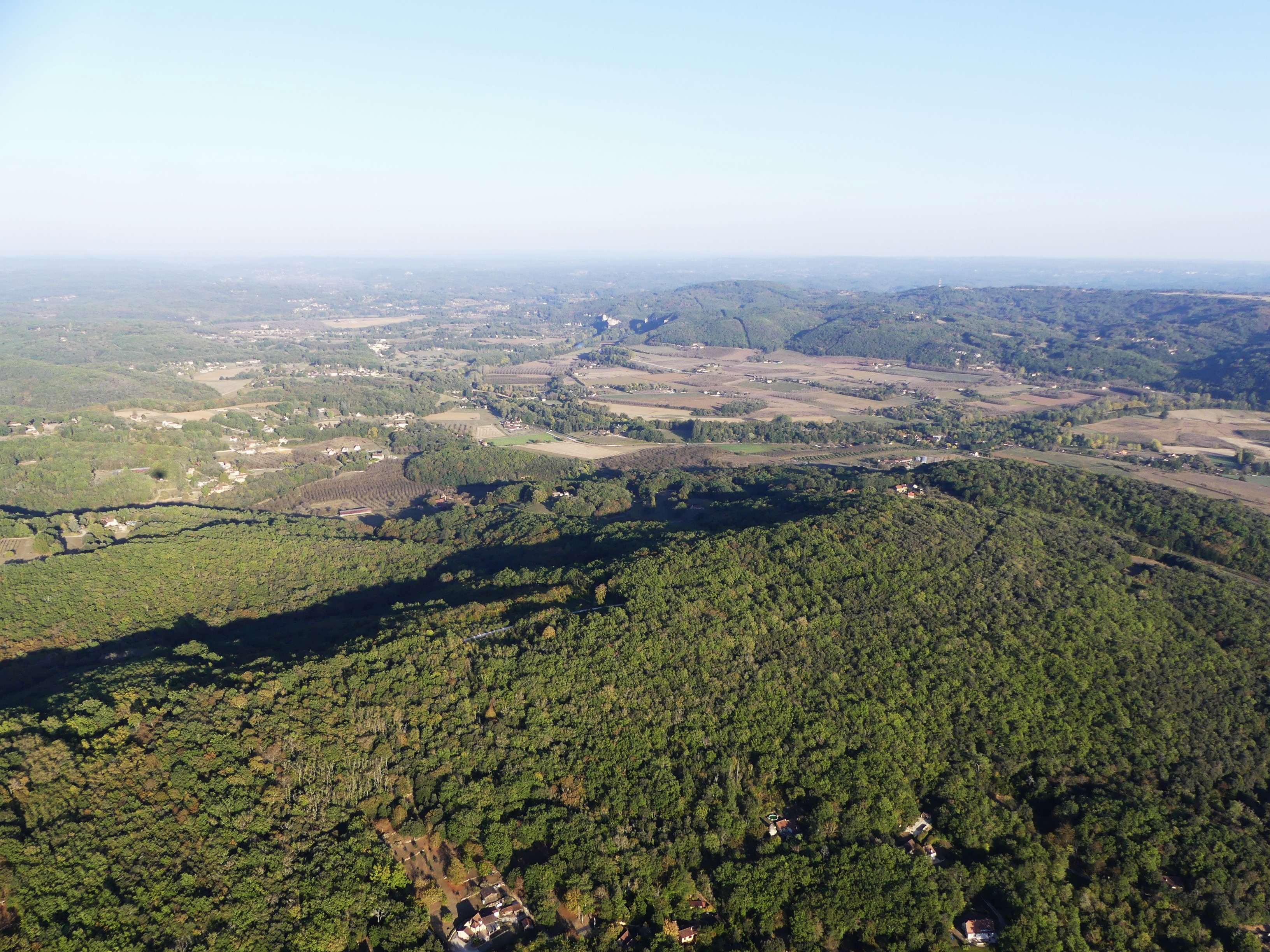
Au premier plan, coteaux à chênes verts de Vitrac et la plaine en bordure de Dordogne ; au second plan sur la droite, commune de Domme.

## Urbanisme

### Typologie
Au 1er janvier 2024, Vitrac est catégorisée commune rurale à habitat dispersé, selon la nouvelle grille communale de densité à 7 niveaux définie par l'Insee en 2022.
Elle est située hors unité urbaine. Par ailleurs la commune fait partie de l'aire d'attraction de Sarlat-la-Canéda, dont elle est une commune de la couronne,. Cette aire, qui regroupe 45 communes, est catégorisée dans les aires de moins de 50 000 habitants,.

### Occupation des sols
L'occupation des sols de la commune, telle qu'elle ressort de la base de données européenne d’occupation biophysique des sols Corine Land Cover (CLC), est marquée par l'importance des forêts et milieux semi-naturels (53,8 % en 2018), une proportion sensiblement équivalente à celle de 1990 (53,1 %). La répartition détaillée en 2018 est la suivante : 
forêts (53,8 %), zones agricoles hétérogènes (40,4 %), eaux continentales (3,2 %), zones urbanisées (2,5 %), terres arables (0,1 %). L'évolution de l’occupation des sols de la commune et de ses infrastructures peut être observée sur les différentes représentations cartographiques du territoire : la carte de Cassini (XVIIIe siècle), la carte d'état-major (1820-1866) et les cartes ou photos aériennes de l'IGN pour la période actuelle (1950 à aujourd'hui).

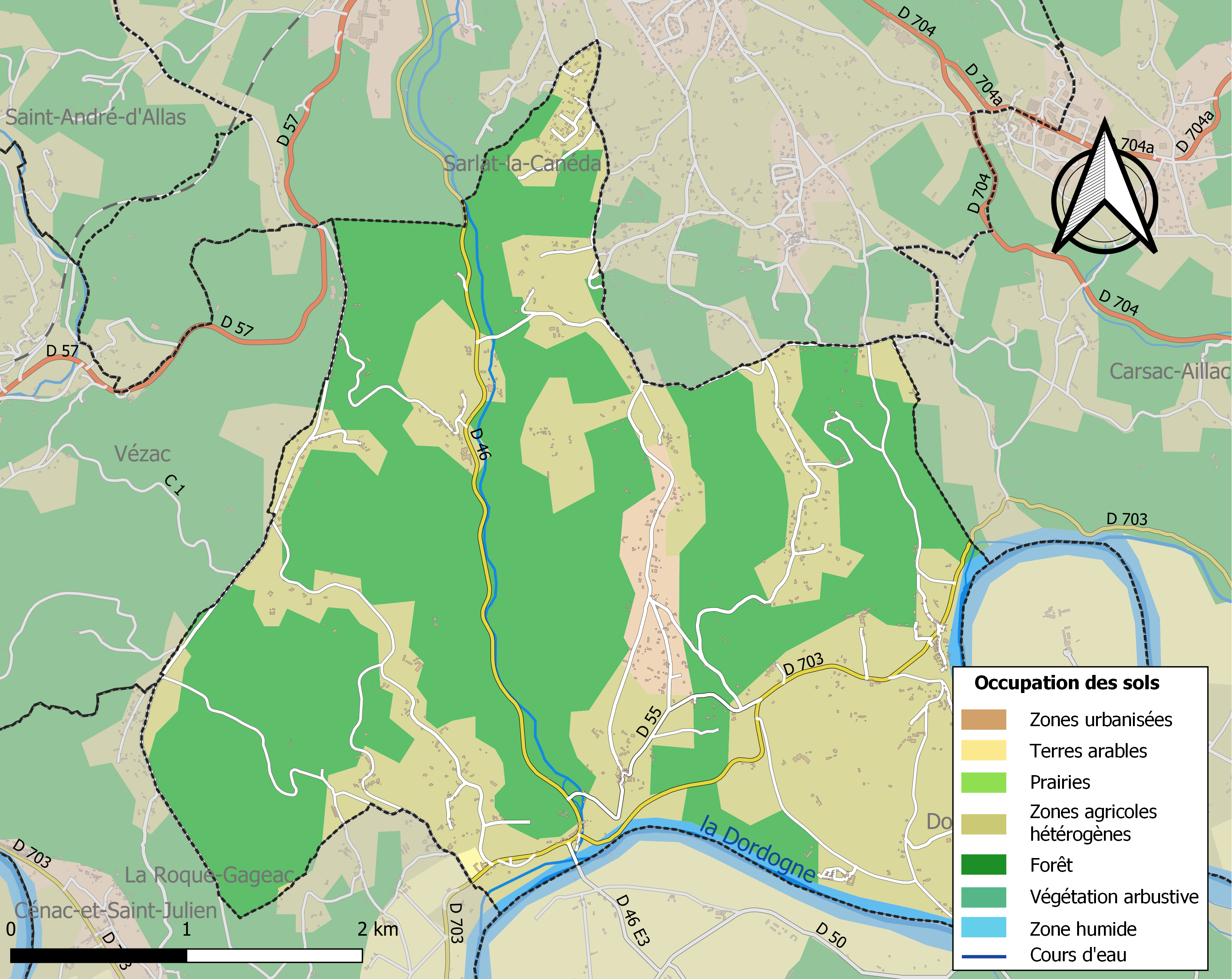
Carte des infrastructures et de l'occupation des sols de la commune en 2018 (CLC).

### Villages, hameaux et lieux-dits
Outre le bourg de Vitrac proprement dit, le territoire communal se compose de villages ou de hameaux, ainsi que de lieux-dits :
- la Barde
- Bastier
- Bois de Traverse
- Boisdevin
- la Borie de Bar
- le Bousquet
- les Bruyères
- la Cabane
- Cantegrel
- Caudon
- le Champ
- Chiaud
- le Cireyjet
- le Claud
- Clos Bernard
- Combelongue
- les Crochets
- la Croix de Griffoul
- Cureboursil
- Enjelay
- Font de la Côte
- Fumassou
- le Génébrier
- les Granges
- Griffoul
- la Lande
- Lassagne
- Marobert
- les Mazers
- Méneyrol
- Montfort
- le Moulin de Bigail
- le Moulin du Treuil
- le Moulin du Violon
- Page
- Pech de Bouge
- Pech de Malet
- Pech de Pech
- Péchibral
- Perroudier
- Peyrefiche
- Peyrouty
- la Pierre du Diable
- la Plaine
- le Port
- le Pouget
- Prend-Toi-Garde
- la Rivière
- Rochebois
- la Rouderie
- Roudeyroux
- Salcet
- Séchebelle
- les Terroches
- le Theil
- les Veyssières.

### Planification de l'aménagement
La commune s'est dotée d'une carte communale en 2004[réf. nécessaire].

### Prévention des risques
Le territoire de la commune de Vitrac est vulnérable à différents aléas naturels : météorologiques (tempête, orage, neige, grand froid, canicule ou sécheresse), inondations, feux de forêts, mouvements de terrains et séisme (sismicité très faible). Il est également exposé à un risque technologique, la rupture d'un barrage. Un site publié par le BRGM permet d'évaluer simplement et rapidement les risques d'un bien localisé soit par son adresse soit par le numéro de sa parcelle.

#### Risques naturels
Certaines parties du territoire communal sont susceptibles d’être affectées par le risque d’inondation par débordement de cours d'eau, notamment la Dordogne. La commune a été reconnue en état de catastrophe naturelle au titre des dommages causés par les inondations et coulées de boue survenues en 1982, 1989, 1990, 1993, 1997, 1999 et 2021,. Le risque inondation est pris en compte dans l'aménagement du territoire de la commune par le biais du plan de prévention des risques inondation (PPRI) de la « vallée de la Dordogne amont »  approuvé le 15 avril 2011, pour les crues de la Dordogne,. Toutes les zones basses de la commune sont exposées, notamment celles où sont situés les deux campings et le golf.
Vitrac est exposée au risque de feu de forêt. L’arrêté préfectoral du 14 mars 2013 fixe les conditions de pratique des incinérations et de brûlage dans un objectif de réduire le risque de départs d’incendie. À ce titre, des périodes sont déterminées : interdiction totale du 15 février au 15 mai et du 15 juin au 15 octobre, utilisation réglementée du 16 mai au 14 juin et du 16 octobre au 14 février. En septembre 2020, un plan inter-départemental de protection des forêts contre les incendies (PidPFCI) a été adopté pour la période 2019-2029,.

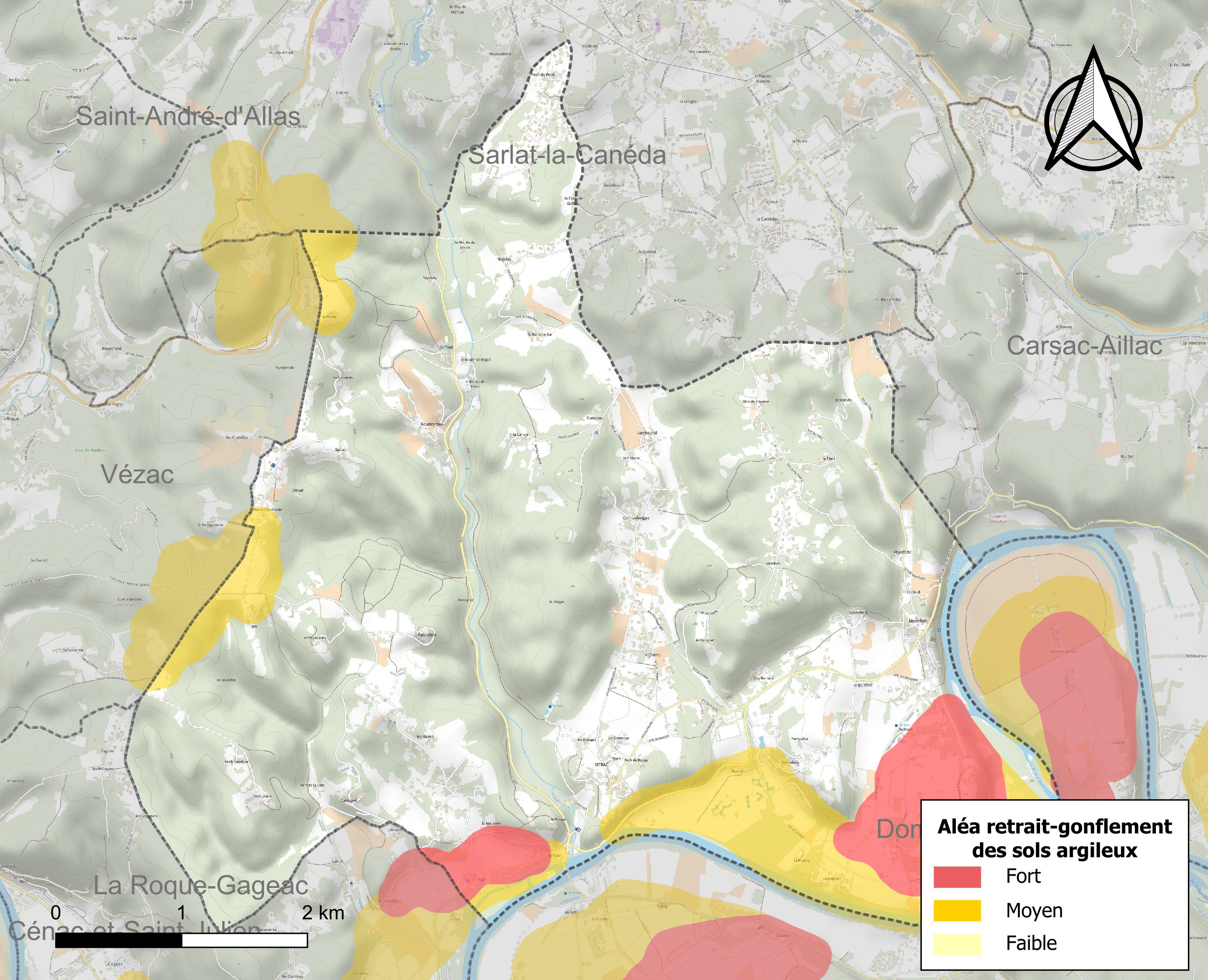
Carte des zones d'aléa retrait-gonflement des sols argileux de Vitrac.

Les mouvements de terrains susceptibles de se produire sur la commune sont des affaissements et effondrements liés aux cavités souterraines (hors mines) et des tassements différentiels. Afin de mieux appréhender le risque d’affaissement de terrain, un inventaire national permet de localiser les éventuelles cavités souterraines sur la commune. Le retrait-gonflement des sols argileux est susceptible d'engendrer des dommages importants aux bâtiments en cas d’alternance de périodes de sécheresse et de pluie. 16,9 % de la superficie communale est en aléa moyen ou fort (58,6 % au niveau départemental et 48,5 % au niveau national métropolitain). Depuis le 1er octobre 2020, en application de la loi ÉLAN, différentes contraintes s'imposent aux vendeurs, maîtres d'ouvrages ou constructeurs de biens situés dans une zone classée en aléa moyen ou fort,.
La commune a été reconnue en état de catastrophe naturelle au titre des dommages causés par la sécheresse en 1989 et 1992 et par des mouvements de terrain en 1999.

#### Risque technologique
La commune est en outre située en aval du barrage de Bort-les-Orgues, un ouvrage de classe A situé dans le département de la Corrèze et faisant l'objet d'un PPI depuis 2009. À ce titre elle est susceptible d’être touchée par l’onde de submersion consécutive à la rupture de cet ouvrage,.

## Toponymie
Le nom de la localité est attesté sous la forme Montestiva avant le XIIIe siècle, sous la forme Vitrac au XIIIe siècle dans un pouillé, Vitracum en 1280 et en 1283. Il représente le nom d'un personnage gallo-roman Victor ou Victorius, suivi du suffixe -acum, ce qui signifie le « domaine de Victor, ou de Victorius ».
En français comme en occitan, la commune porte le même nom,.

## Histoire
Le territoire de Vitrac a été occupé dès le Néolithique comme l'attestent le dolmen de la Pierre du Diable et celui des Salcets.
Mentionné en l'an 866 (Castrum de Monte Fortis), l'ancien château de Montfort a été détruit à plusieurs reprises, notamment en 1214. Le château actuel a été édifié au XVe siècle. Une autre place forte importante, le fort de Vitrac, appelé le Roc de Molènes ou le Roc de Vitrac, a joué un rôle important lors de la guerre de Cent Ans et été détruit par les Sarladais en 1379.
Vitrac fait partie des nombreuses communes créées à la Révolution française, succédant à une paroisse du diocèse de Sarlat.
De 1998 à 2010, Vitrac a été le siège de la communauté de communes du Périgord noir, transféré en 2011 à Sarlat-la-Canéda, à la suite de sa fusion avec la communauté de communes du Sarladais.

## Politique et administration

### Rattachements administratifs et électoraux
Aux débuts de la Révolution française, la commune de Vitrac fait partie du canton de Domme qui dépend du district de Sarlat jusqu'en 1795, date de suppression des districts. En 1801, la commune est rattachée au canton de Sarlat (devenu le canton de Sarlat-la-Canéda en 1965) qui dépend de l'arrondissement de Sarlat (devenu l'arrondissement de Sarlat-la-Canéda en 1965).
Pour les élections législatives, la commune fait partie de la quatrième circonscription de la Dordogne.

### Intercommunalité
Vitrac est en 1998 l'une des sept communes fondatrices et le siège de la communauté de communes du Périgord noir qui, en 2010, fusionne avec la communauté de communes du Sarladais. La nouvelle intercommunalité conserve provisoirement le nom de communauté de communes du Périgord noir avant de devenir en mai 2011 la communauté de communes Sarlat-Périgord noir.

### Administration municipale
La population de la commune étant comprise entre 500 et 1 499 habitants au recensement de 2017, quinze conseillers municipaux ont été élus en 2020,.

### Liste des maires

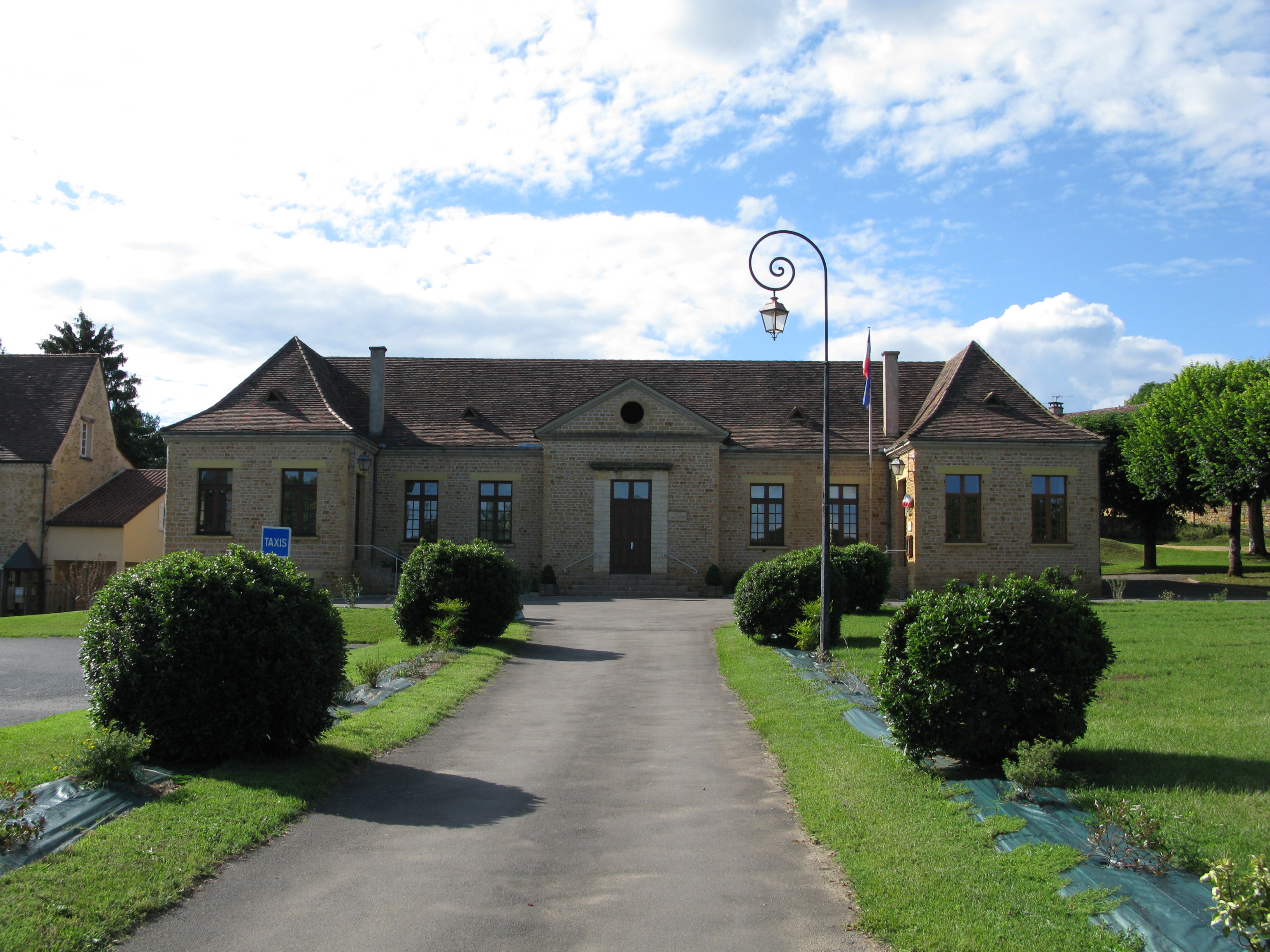
L'hôtel de ville.

| Période                                  | Période        | Identité                 | Étiquette | Qualité                                                                |
| ---------------------------------------- | -------------- | ------------------------ | --------- | ---------------------------------------------------------------------- |
| Les données manquantes sont à compléter. |                |                          |           |                                                                        |
|                                          |                |                          |           |                                                                        |
|                                          |                | Jean Labonnelie          |           |                                                                        |
|                                          |                |                          |           |                                                                        |
| 1983                                     | 1999           | Gérard de Chaunac-Lanzac |           | Ancien président de Cetelem                                            |
| 1999                                     | mars 2008      | Josiane Frezza           |           |                                                                        |
| mars 2008                                | mars 2014      | Gérard Soulhié           | SE        | Retraité                                                               |
| mars 2014                                | septembre 2018 | Frédéric Traverse        |           |                                                                        |
| septembre 2018                           | décembre 2018  | Bernadette Gauthier      |           | Cadre administratif à la retraite Présidente de la délégation spéciale |
| décembre 2018 (réélu en mai 2020)        | En cours       | Frédéric Traverse        |           |                                                                        |

### Politique environnementale
Dans son palmarès 2024, le Conseil national de villes et villages fleuris de France a attribué une fleur à la commune.

## Équipements et services publics

### Enseignement
En 2023, la commune de Vitrac est organisée en regroupement pédagogique intercommunal (RPI) avec celle de La Roque-Gageac au niveau des classes de primaire : l'unique école « La Folle Avoine » située à Vitrac regroupe les élèves depuis la d'école maternelle jusqu'au cours moyen 2e année.

### Santé
La commune a récupéré au début des années 2000, un grand bâtiment qui servait précédemment de colonie de vacances et l'a aménagé pour y accueillir des professionnels de santé. Un masseur-kinésithérapeute, un centre de radiologie, deux dentistes, une pédicure-podologue et une orthoptiste s'y sont installés. Une psychologue, une psychomotricienne, une diététicienne-nutritionniste, deux infirmières, une praticienne en énergie traditionnelle chinoise, un médecin généraliste les ont rejoints, soit dans le bâtiment initial, soit dans un nouveau bâtiment construit par la mairie à proximité. De plus, l'ancien presbytère est occupé par deux ostéopathes et une réflexologue.

### Justice
En 2023, dans le domaine judiciaire, Vitrac relève : 
- du tribunal de proximité de Sarlat-la-Canéda ;
- du tribunal judiciaire, du tribunal pour enfants, du conseil de prud'hommes et du tribunal de commerce de Bergerac ;
- du pôle Nationalité du tribunal judiciaire de Périgueux (compétent uniquement dans le domaine de la nationalité) ;
- de la cour d'appel et de la  cour administrative d'appel de Bordeaux.

## Population et société

### Démographie
Les habitants de Vitrac sont appelés les Vitracois.
L'évolution du nombre d'habitants est connue à travers les recensements de la population effectués dans la commune depuis 1793. Pour les communes de moins de 10 000 habitants, une enquête de recensement portant sur toute la population est réalisée tous les cinq ans, les populations de référence des années intermédiaires étant quant à elles estimées par interpolation ou extrapolation. Pour la commune, le premier recensement exhaustif entrant dans le cadre du nouveau dispositif a été réalisé en 2005.

En 2022, la commune comptait 857 habitants, en évolution de +6,72 % par rapport à 2016 (Dordogne : +0,37 %, France hors Mayotte : +2,11 %).
| 1793 | 1800 | 1806 | 1821 | 1831 | 1836 | 1841 | 1846 | 1851 |
| ---- | ---- | ---- | ---- | ---- | ---- | ---- | ---- | ---- |
| 735  | 607  | 798  | 755  | 790  | 810  | 798  | 838  | 896  |

| 1856  | 1861  | 1866  | 1872 | 1876 | 1881 | 1886 | 1891 | 1896 |
| ----- | ----- | ----- | ---- | ---- | ---- | ---- | ---- | ---- |
| 1 020 | 1 027 | 1 014 | 810  | 744  | 802  | 781  | 738  | 731  |

| 1901 | 1906 | 1911 | 1921 | 1926 | 1931 | 1936 | 1946 | 1954 |
| ---- | ---- | ---- | ---- | ---- | ---- | ---- | ---- | ---- |
| 655  | 706  | 650  | 624  | 627  | 621  | 558  | 533  | 538  |

| 1962 | 1968 | 1975 | 1982 | 1990 | 1999 | 2005 | 2006 | 2010 |
| ---- | ---- | ---- | ---- | ---- | ---- | ---- | ---- | ---- |
| 570  | 550  | 622  | 631  | 743  | 767  | 824  | 831  | 886  |

| 2015 | 2020 | 2022 | - | - | - | - | - | - |
| ---- | ---- | ---- | - | - | - | - | - | - |
| 807  | 826  | 857  | - | - | - | - | - | - |

### Sports
En septembre, le Marathon Dordogne-Périgord (25e édition en 2024) est une épreuve de descente fluviale de la Dordogne en canoë-kayak, entre Saint-Julien-de-Lampon et Castelnaud-la-Chapelle sur 32 kilomètres ; pour les jeunes, elle s'effectue sur 12 kilomètres entre Vitrac et Castelnaud-la-Chapelle.

## Économie

### Emploi
En 2021, parmi la population communale comprise entre 15 et 64 ans, les actifs représentent 392 personnes, soit 46,8 % de la population municipale. Le nombre de chômeurs (50) a augmenté par rapport à 2015 (42) et le taux de chômage de cette population active s'établit à 12,7 %.

### Activités hors agriculture
104 établissements marchands non agricoles sont économiquement actifs en 2021 à Vitrac,.
| Secteur d'activité                                                                                        | Commune | Commune | Département |
| Secteur d'activité                                                                                        | Nombre  | %       | %           |
| --- | ------- | ------- | ----------- |
| Ensemble                                                                                                  | 104     | 100 %   | (100 %)     |
| Industrie manufacturière, industries extractives et autres                                                | 11      | 10,6 %  | (8,4 %)     |
| Construction                                                                                              | 10      | 9,6 %   | (13,4 %)    |
| Commerce de gros et de détail, transports, hébergement et restauration                                    | 26      | 25,0 %  | (28,2 %)    |
| Information et communication                                                                              | 1       | 1,0 %   | (1,8 %)     |
| Activités financières et d'assurance                                                                      | 3       | 2,9 %   | (3,6 %)     |
| Activités immobilières                                                                                    | 12      | 11,5 %  | (6,7 %)     |
| Activités spécialisées, scientifiques et techniques et activités de services administratifs et de soutien | 20      | 19,2 %  | (15 %)      |
| Administration publique, enseignement, santé humaine et action sociale                                    | 16      | 15,4 %  | (12,8 %)    |
| Autres activités de services                                                                              | 5       | 4,8 %   | (10,1 %)    |

Le secteur du commerce de gros et de détail, des transports, de l'hébergement et de la restauration est majoritaire sur la commune puisqu'il représente 25 % du nombre total d'établissements de la commune (26 sur les 104 entreprises implantées à Vitrac), contre 28,2 % au niveau départemental, suivi par le secteur qui regroupe les activités spécialisées, scientifiques et techniques et les activités de services administratifs et de soutien (20 établissements, soit 19,2 % de la totalité).

## Culture locale et patrimoine

### Lieux et monuments

#### Patrimoine civil
- Le dolmen de Peyrelevade, également appelé la Pierre du Diable, du Néolithique, classé au titre des monuments historiques en 1910[99].
- Le château de Montfort rebâti pendant la guerre de Cent Ans, il asubi des modifications au XXe siècle par l'ajout d'une tour provenant du château de Chabannes (commune de Sorges à l'époque) et d'éléments architecturaux provenant d'un cloître de Béthune, tous éléments démontés puis remontés pierre à pierre[100].
- Le château de Vitrac, du XIXe siècle, à côté de l'église[77].
- Le château de Mas-Robert[101], ou de Marobert[102].
- Le château de Rochebois du XIXe siècle[103], transformé en 2022 en hôtel-restaurant de luxe 5 étoiles[104].
- Le manoir des Vayssières des XVe et XVIe siècles, inscrit partiellement au titre des monuments historiques en 1970 pour ses façades et toitures[105].
- La cabane en pierre sèche des Mazers Hauts, inscrite au titre des monuments historiques en 1991[106].
- La cabane en pierre sèche de Pech Lauzier, inscrite au titre des monuments historiques en 1991[107].

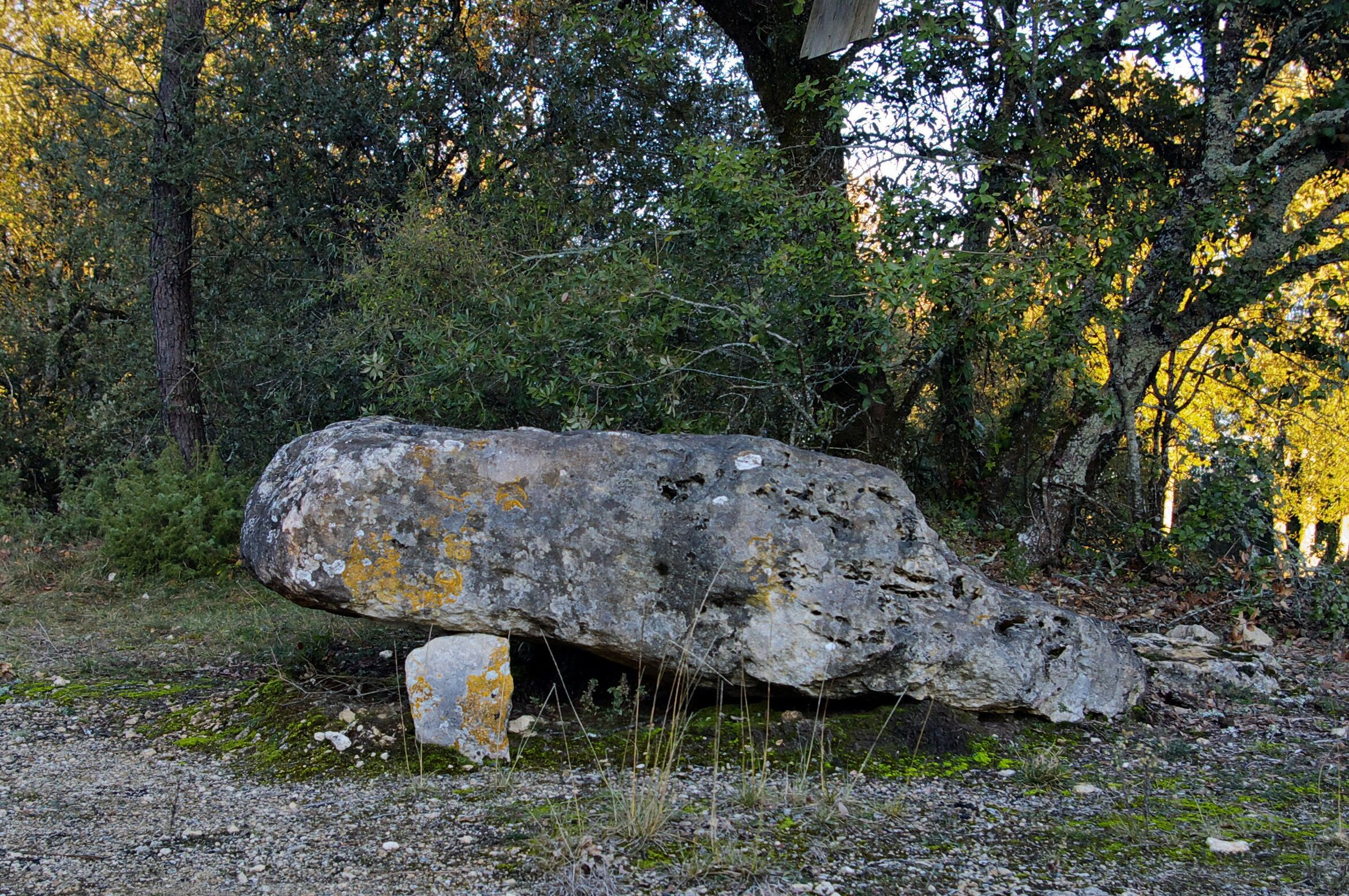
Le dolmen de Peyrelevade.
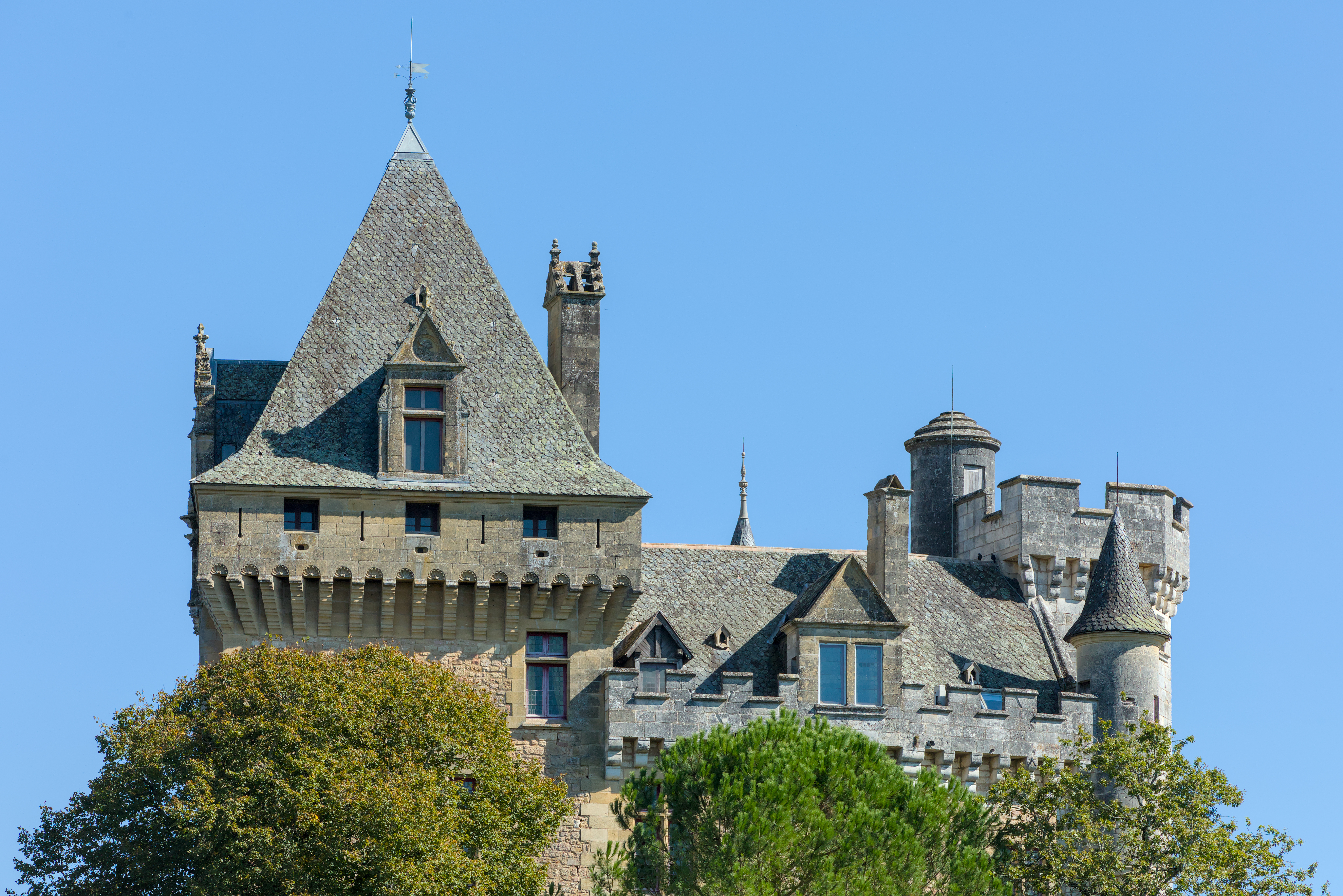
Le château de Montfort.
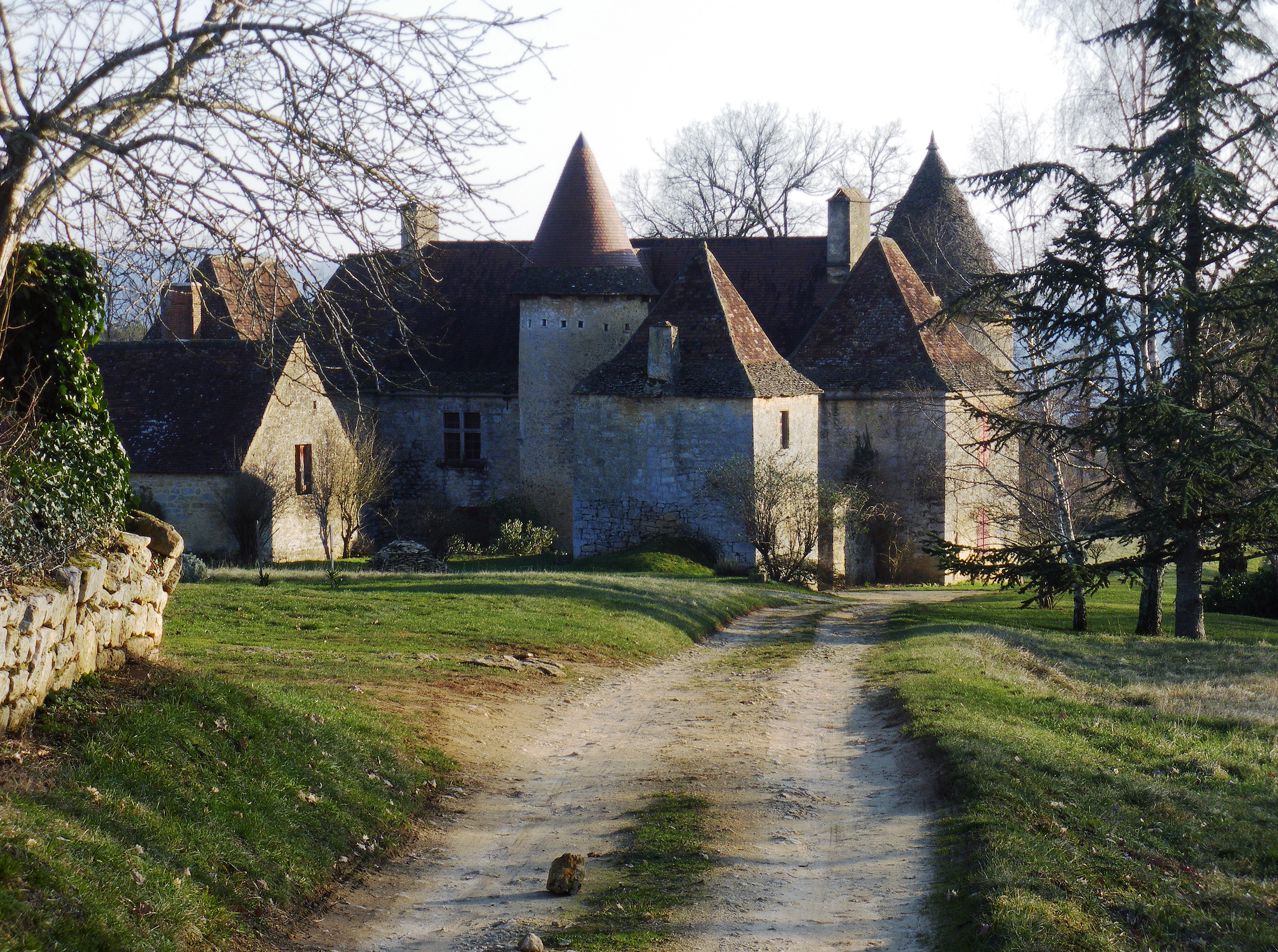
Le manoir des Veyssières.
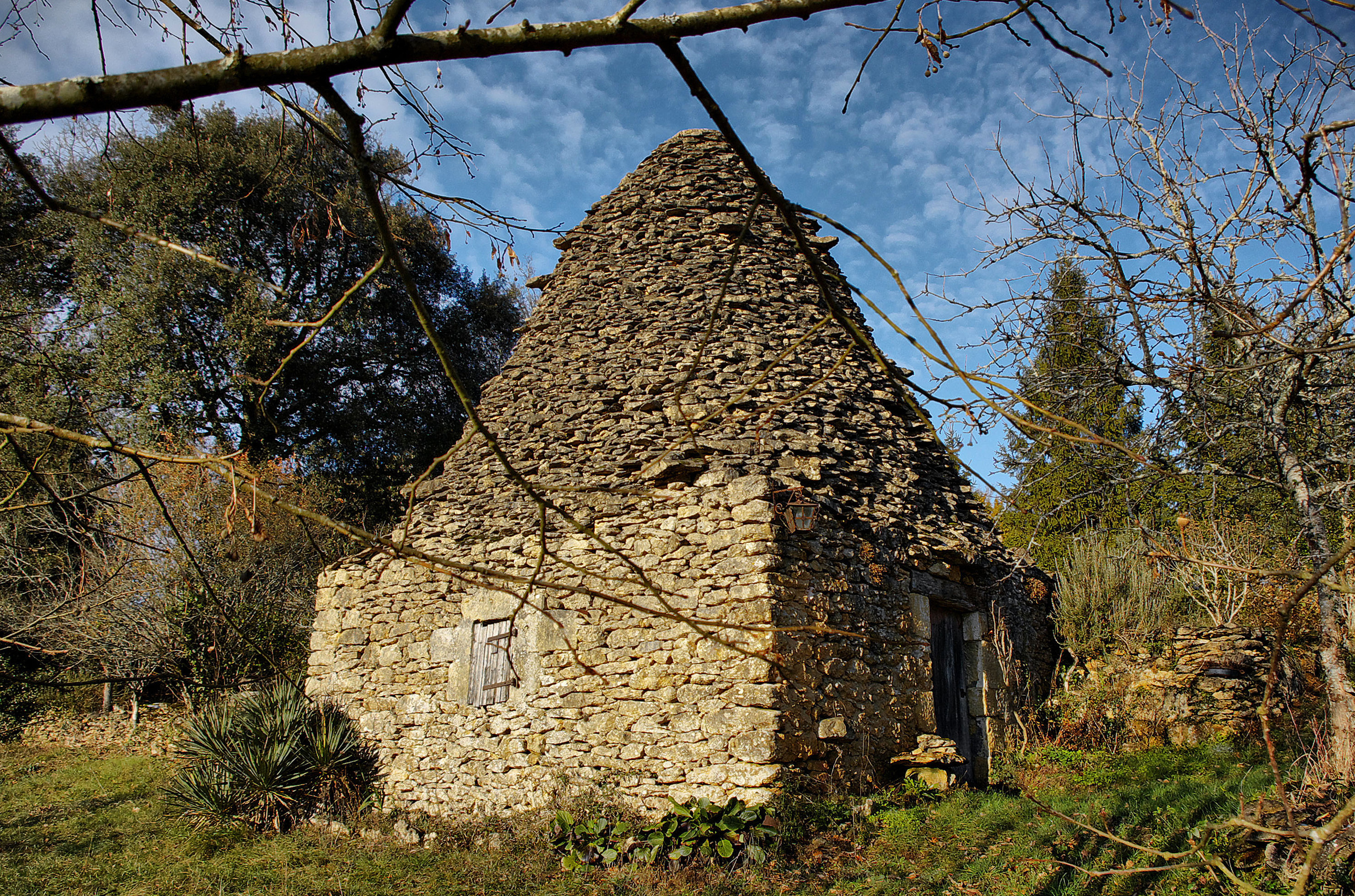
La cabane en pierre sèche des Mazers Hauts.
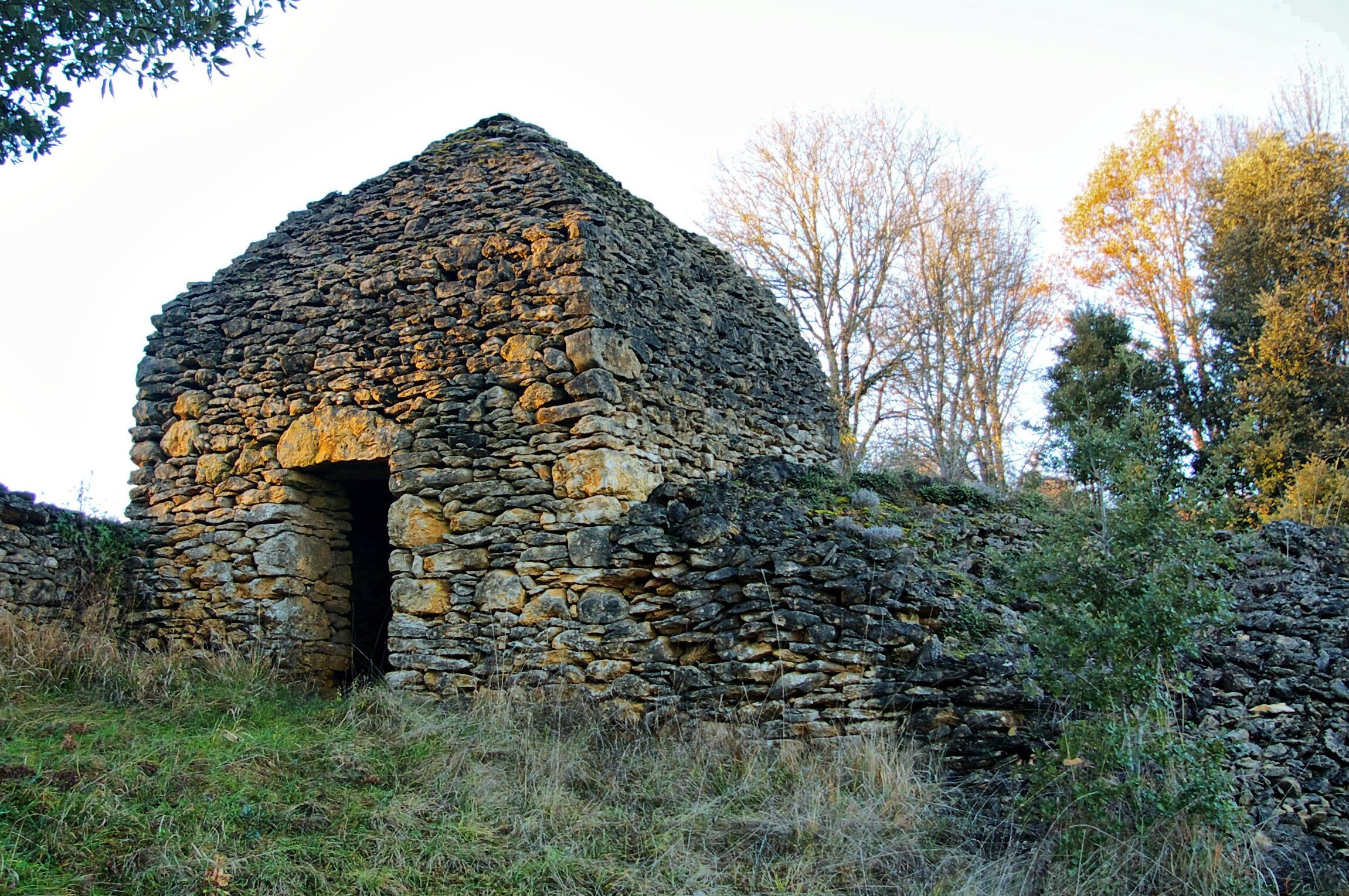
La cabane en pierre sèche de Pech Lauzier.
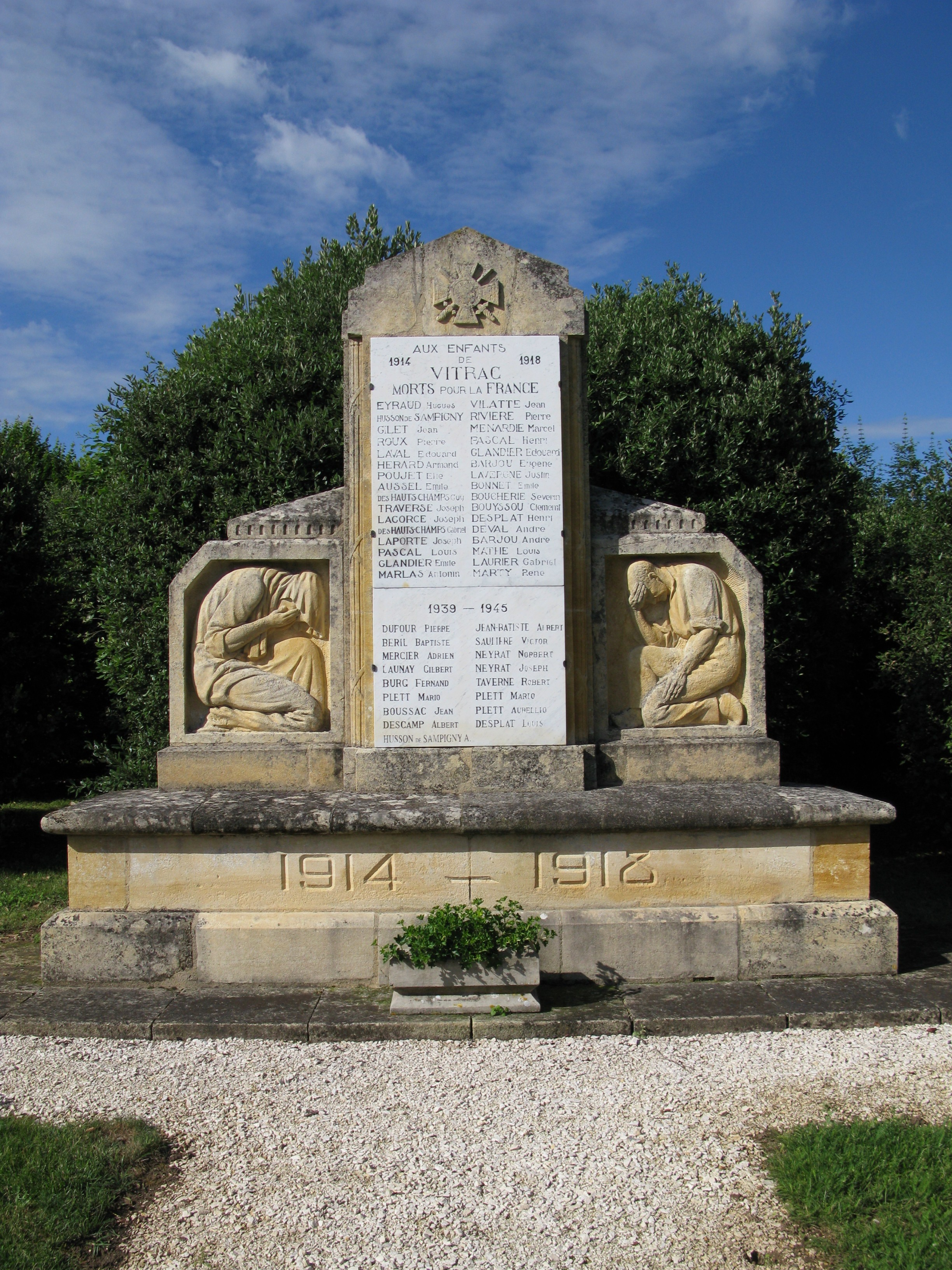
Le monument aux morts.
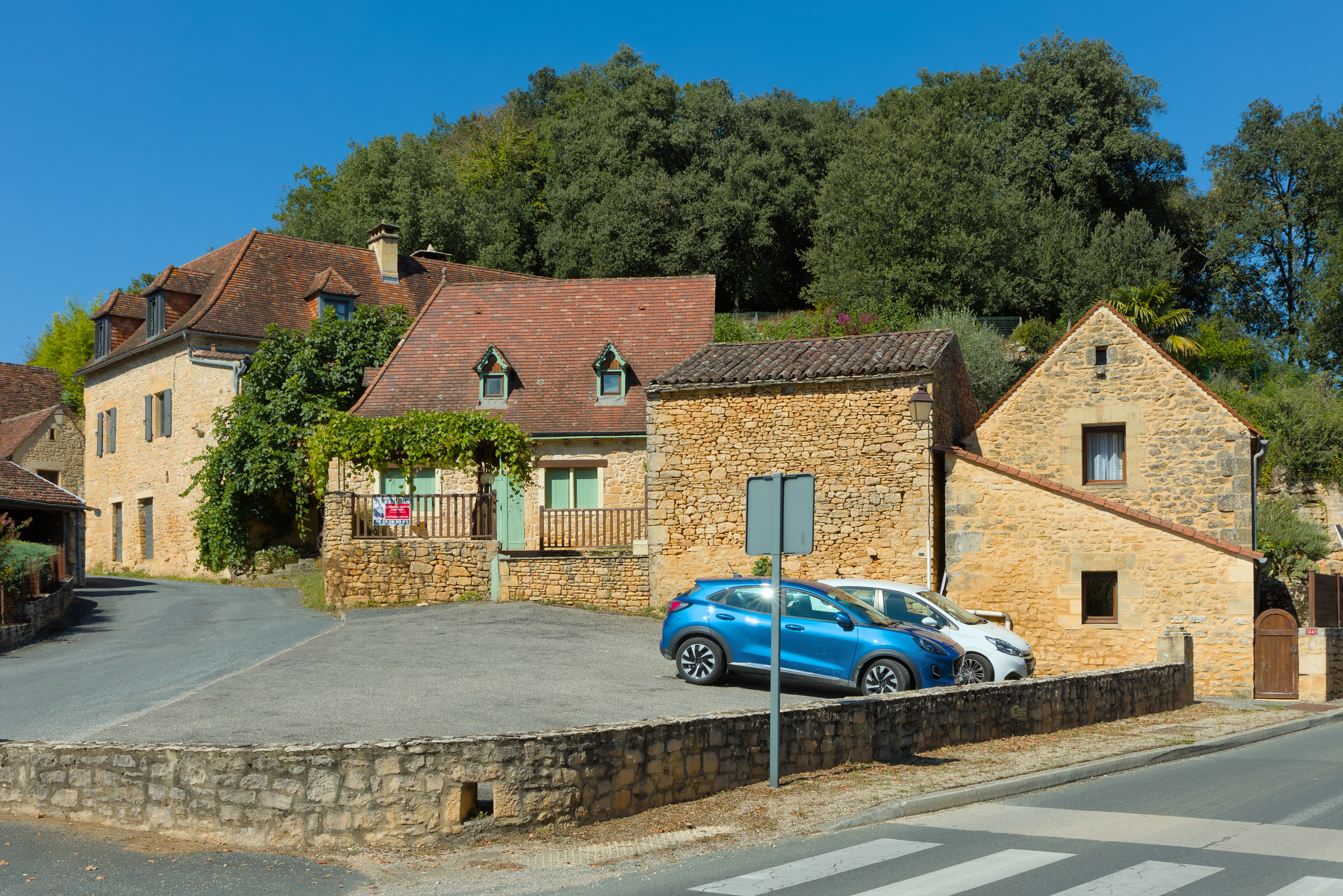
Maisons de calcaire ocre, typiques du Périgord Noir, dans le hameau de Montfort.

#### Patrimoine religieux
- L'église Saint-Martin, des XIIe, XIIIe et XVe siècles, romane et gothique, inscrite au titre des monuments historiques en 1925, y compris l'enfeu du XIIIe siècle de sa façade[108].

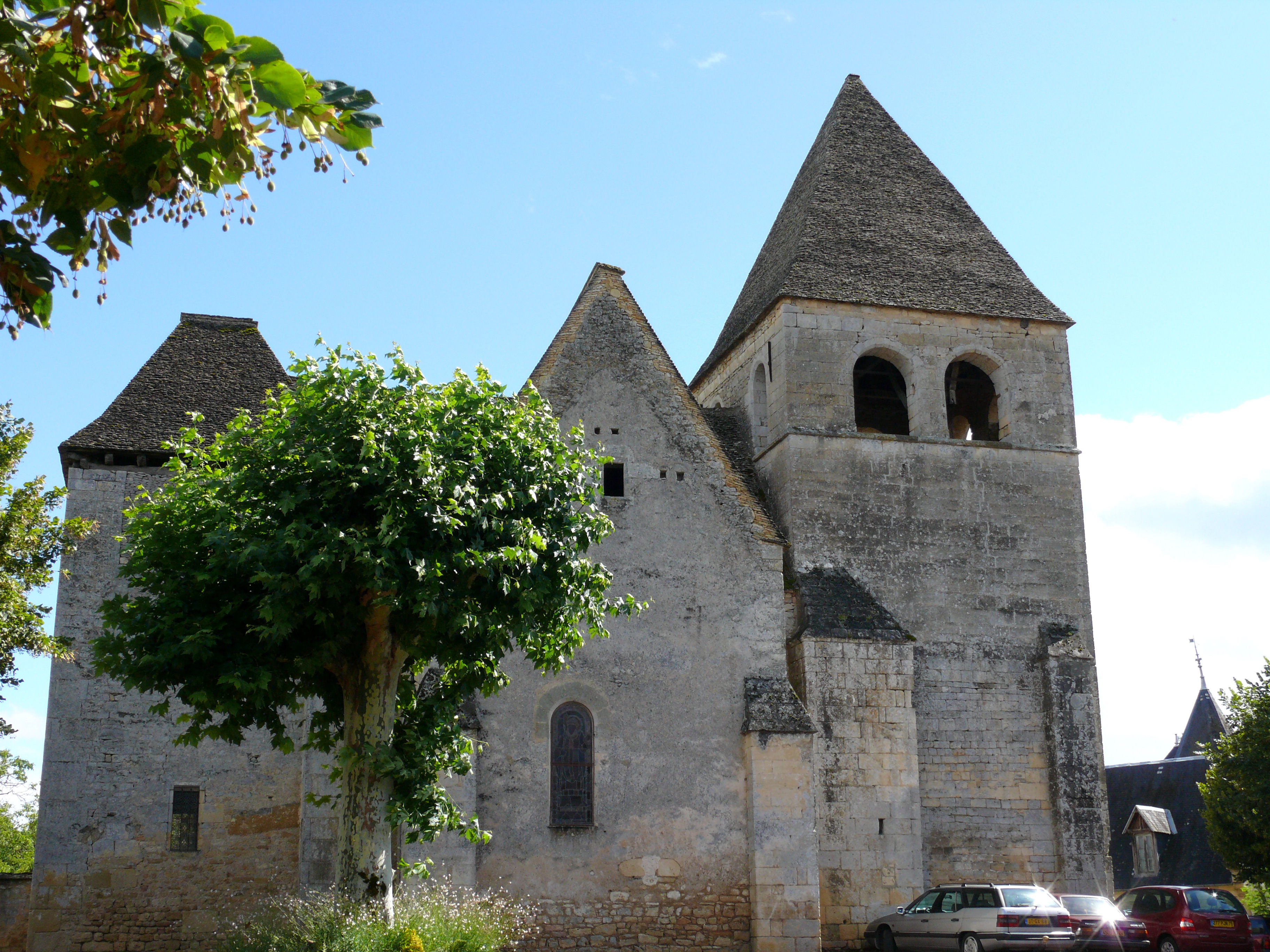
L'église Saint-Martin.
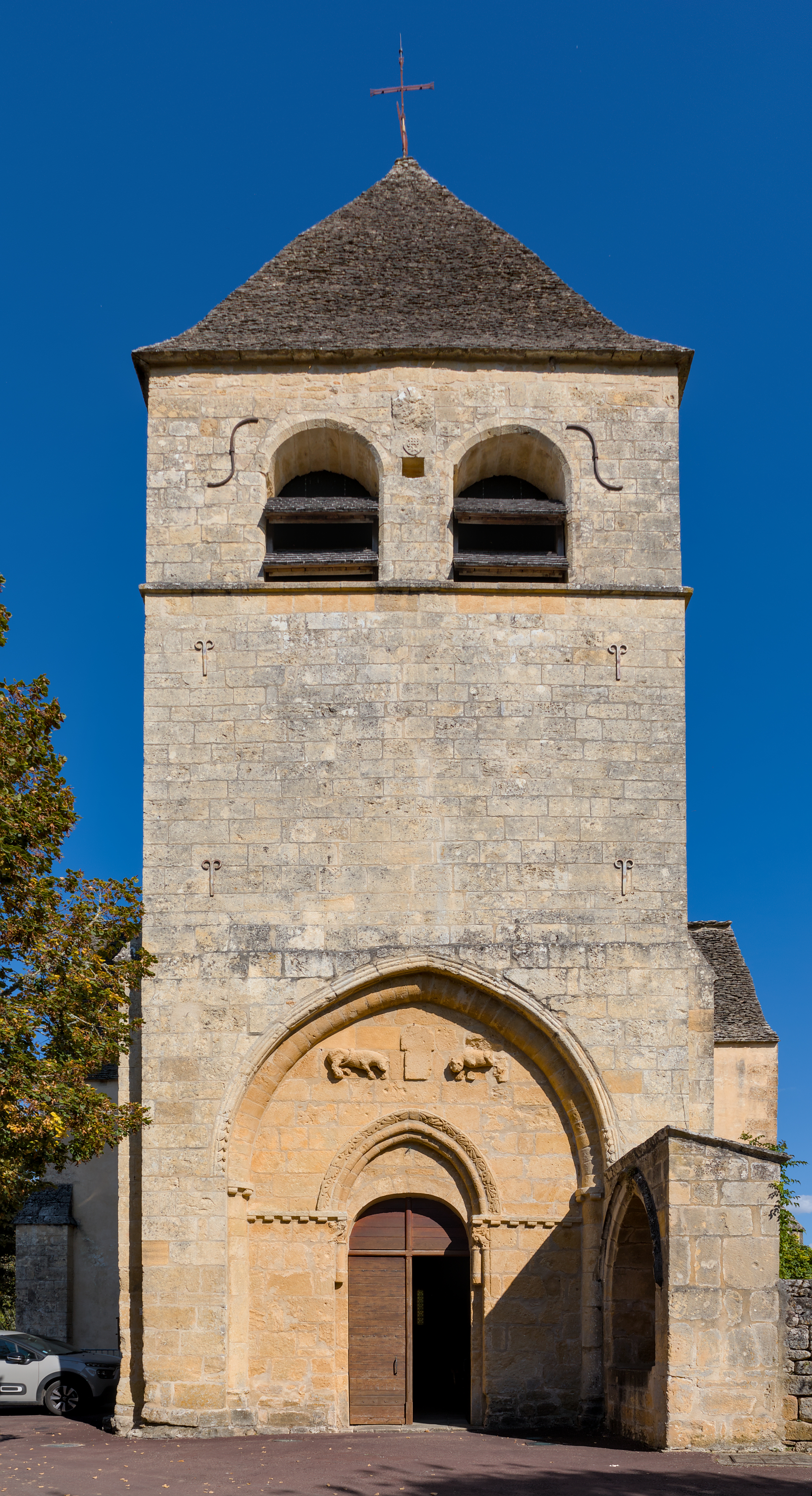
Sa façade principale.
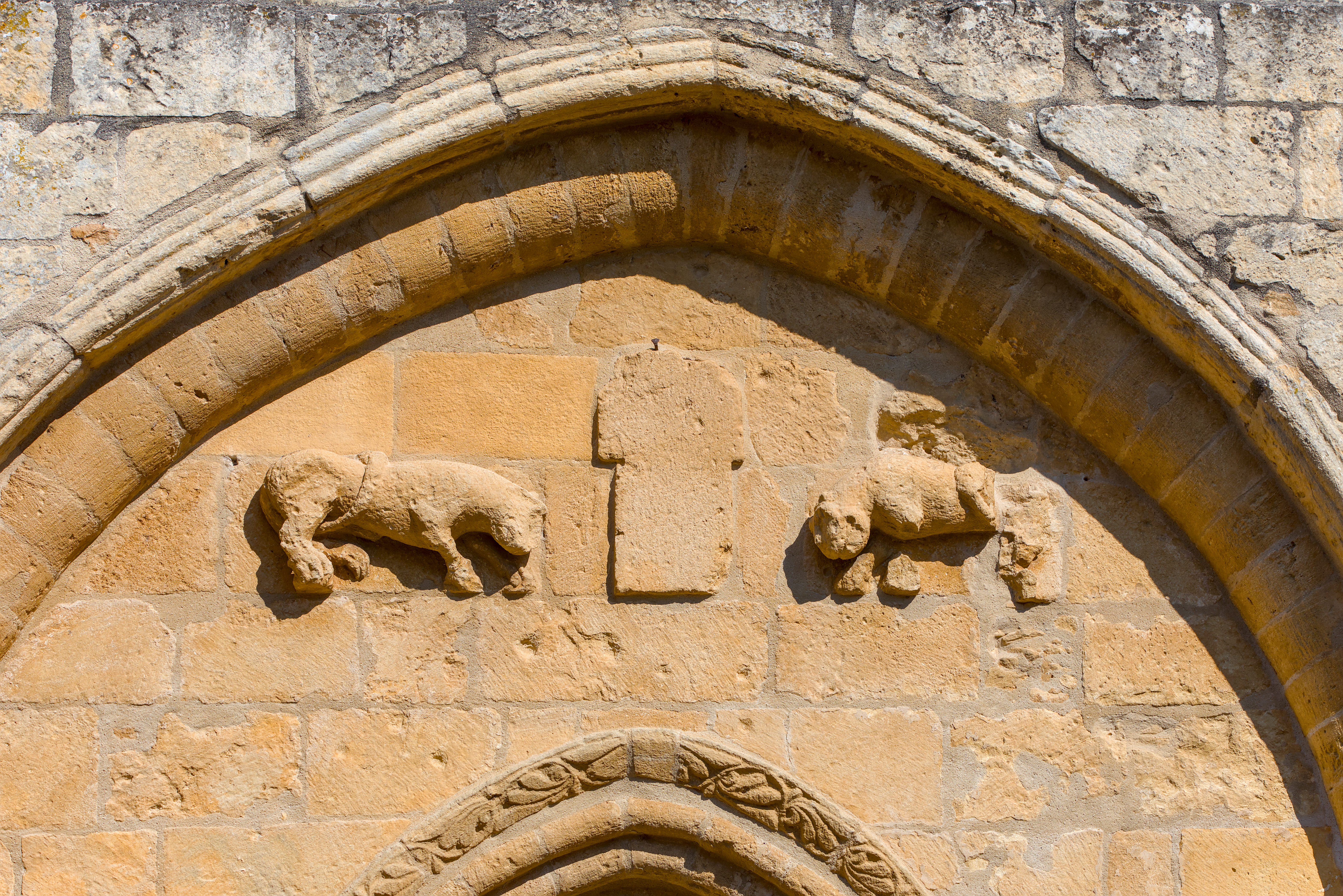
Détail du portail principal.
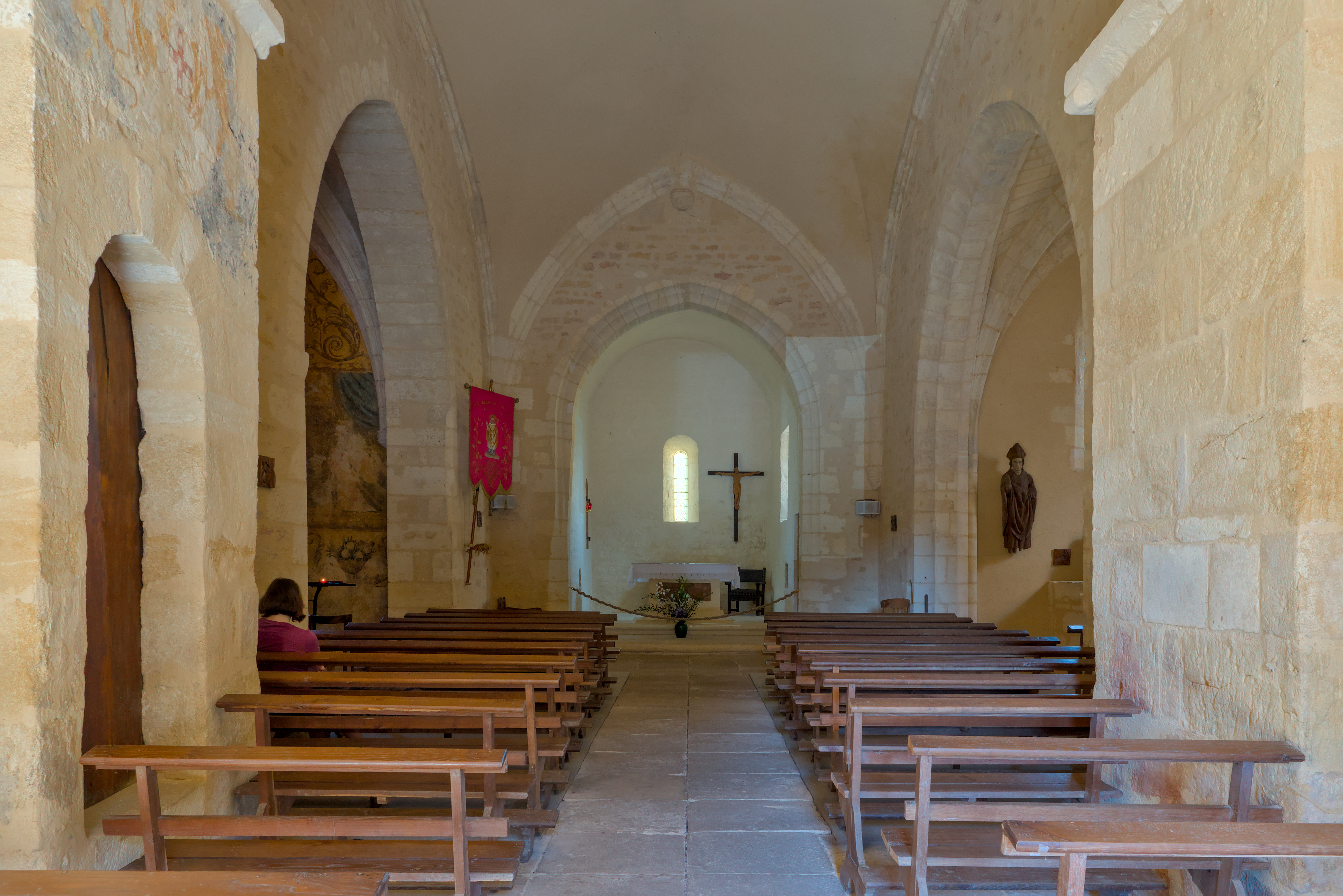
La nef.
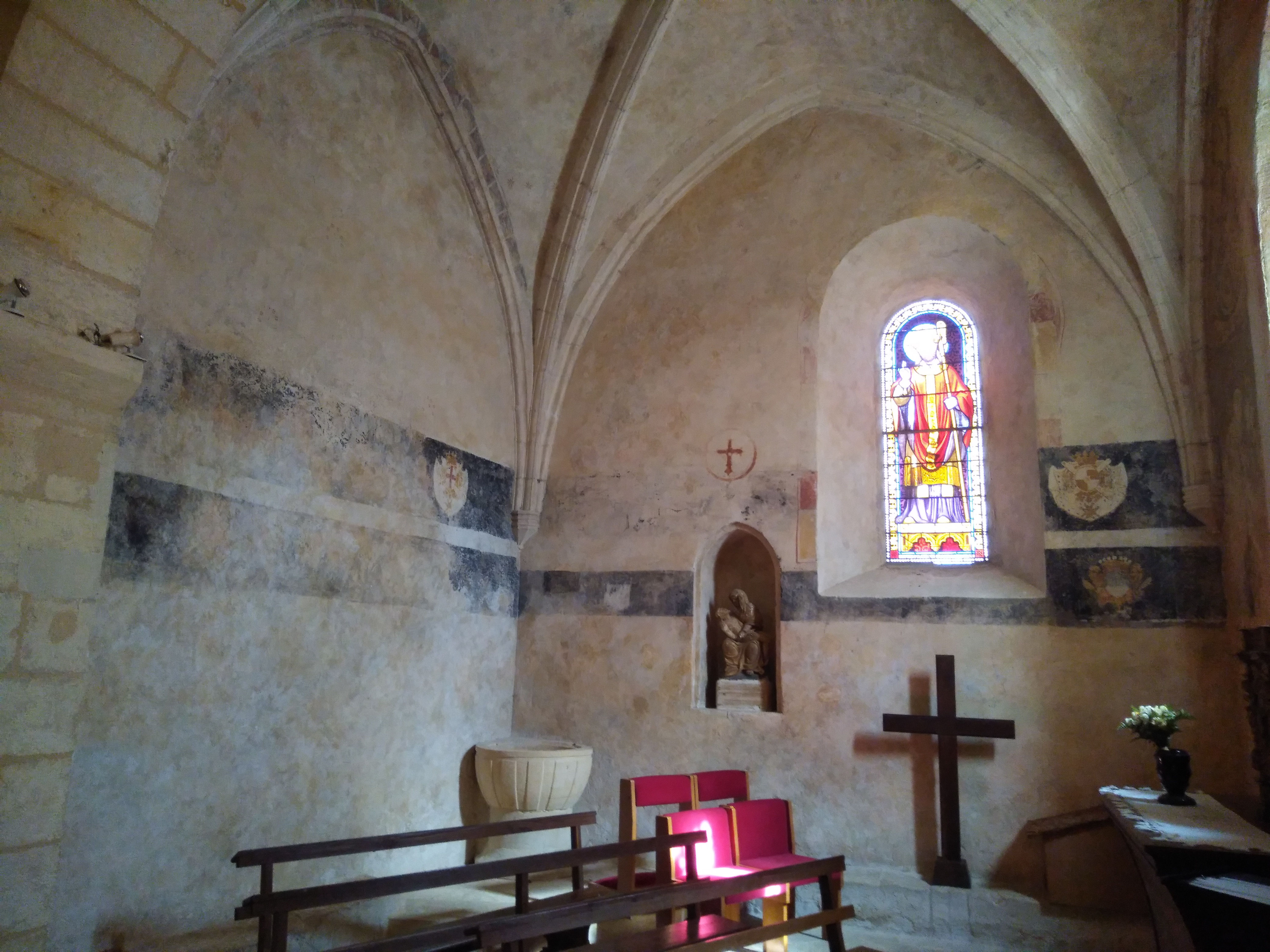
Une des chapelles du transept avec litre funéraire.
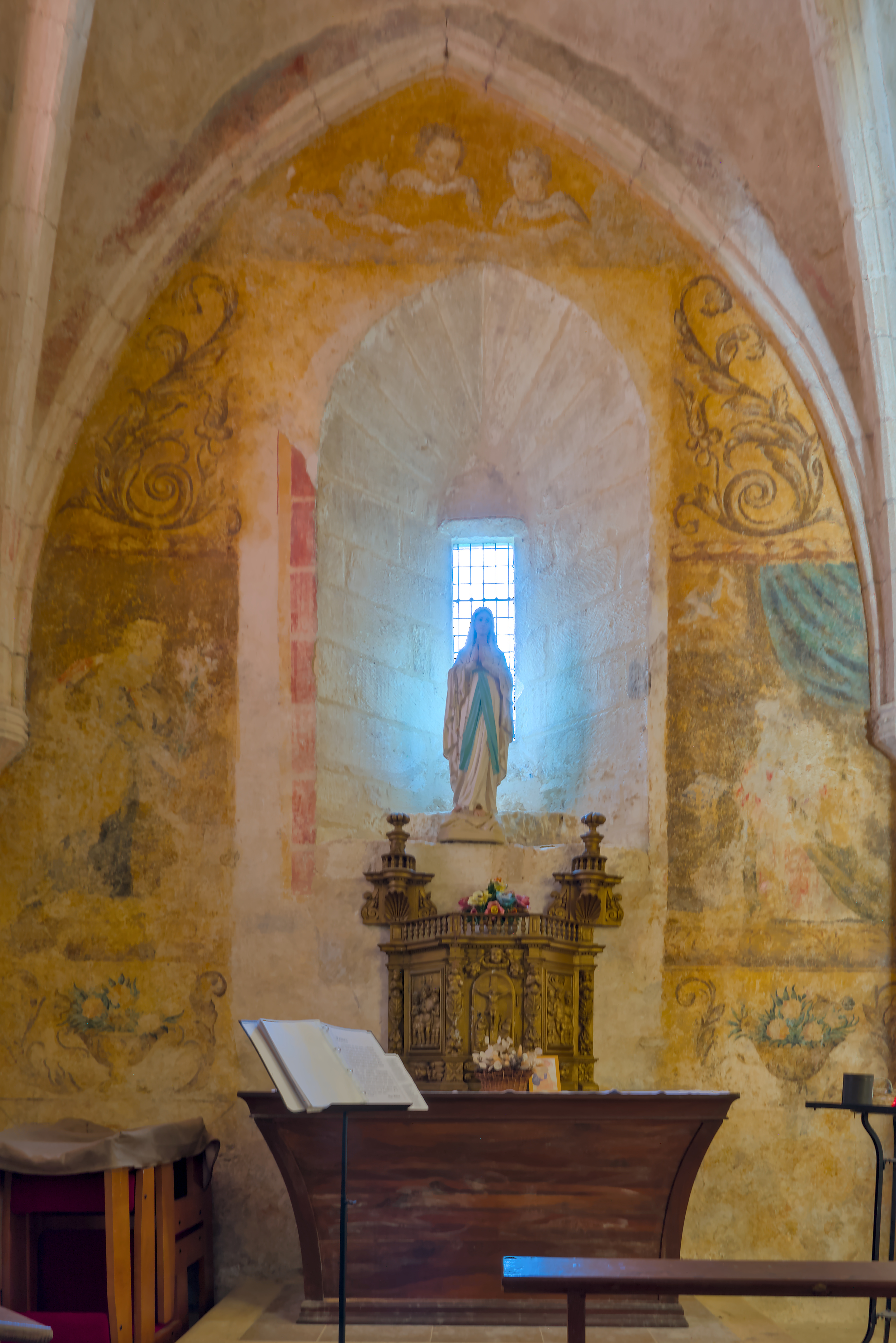
La chapelle nord.

### Héraldique
| Blason de Vitrac | Blason  | D'or à la fasce haussée d'argent et chargée de deux bandes de gueules.                                                                                      |
| Blason de Vitrac | Détails | * Il y a là non-respect de la règle de contrariété des couleurs : ces armes sont fautives (argent sur or). Le statut officiel du blason reste à déterminer. |

## Pour approfondir